# 原神角色列表
《原神》是米哈游开发的一款奇幻題材開放世界動作角色扮演遊戲，講述玩家扮演的旅行者在提瓦特大陸冒險和尋親的故事，旅行者將會踏遍大陸的七個國家，在遊歷期間認識到各式各樣的人物。遊戲初期玩家可以免費獲得四個可玩角色，還有兩個角色達成條件可以入手，其他可玩角色需要使用祈願的方式讓其加入隊伍。製作組會隨著遊戲版本更新推出新的可玩角色，可玩角色分為四星和五星兩類，到遊戲4.5版本，可玩角色近80人。早期遊戲版本，可玩角色以女性為主，3.0版本後男性角色比例增加。在製作組的計劃中，預計每年為遊戲推出17個可玩角色。

## 創作及設計
《原神》製作人蔡浩宇表示角色是《原神》最重要的組成部分之一，遊戲中角色具有基於不同元素的獨特玩法，同時也代表角色所在地區的文化特征。《原神》的多角色設計是源於日式卡牌遊戲，為了滿足玩家的需求會不斷推出新角色。同時一反主流和過去以角色服務於劇情的設計，製作組作出了敘事以角色為核心展開的設計，在同一個世界觀下進行多線的平行敘事。此外，《原神》的角色是遊戲的主要盈利來源，遊戲的其他內容均免費提供給玩家。
每個角色都由團隊而非個人進行設計，米哈遊內並沒有「美術總監」和「創意總監」的職位。製作組會先確立角色的背景故事和居住地，再進行內部討論集思廣益，製作組會以小組的形式，從玩家的喜好出發，評估角色的美術風格、背景設計和玩法機制。在確立好角色概念設計後，就會進入角色建模階段，製作組會不斷審核角色3D模型，以求角色模型和概念圖一致。角色渲染方面，遊戲角色模型和場景各自獨立進行渲染，場景使用延遲渲染，而角色使用正向渲染，讓製作組可以控制所有光照效果，以保證角色呈現的效果一直符合美術人員預期。為了保持角色面部的顯示效果，有設計「手繪陰影蒙版」，這個系統會根據主光源的方向自動進行調整，而在角色整體的陰影效果方面，製作組會在確保角色的卡通化的同時，讓角色受到實時光源的影響。角色的人工智能（AI）設計方面，製作組自2017年開始開發遊戲的角色AI系統，AI主要分為人類、野生動物和戰鬥中的非玩家角色三類，遊戲初期有200多種AI。伴隨遊戲更新帶來的AI數量增加，製作組設計了一套AI框架，並且建立獨立的AI管道，根據每個功能的推論模組打散成不同類別，以方便後續更新維護。角色的行為基於一套「決策樹」系統，來確定角色發動的技能或者移動等行為，數據會導入動畫系統執行。整套系統方便賦予非玩家角色不同的個性和特殊能力，還有讓頭目類型角色擁有獨特的行動方式。
在角色背景設定上，製作組會透過為角色建構人際關係，和細化角色出身的地區文化背景來讓塑造出角色形象。在角色正式上線遊戲之前，米哈遊會透過官方社交賬號發佈角色相關視頻進行宣傳，初期會放出「角色PV」，以展示角色形象、身份和性格，這種視頻一般以Live2D形式製作，幫助玩家建立角色的第一印象並引發玩家對角色的討論。之後是發佈「角色演示」視頻，展示角色3D模型、戰鬥動畫和技能效果，還有一些關於角色的故事片段。接著是「拾枝杂谈」視頻，展示角色的技能使用方式，基礎數值變化等資料，還有根據世界觀解釋角色性格。在角色正式上線遊戲之後，製作組會推出角色專屬劇情，或者在主線劇情和活動任務中增加該角色與玩家互動的內容，讓角色在推出不久就能引起玩家注意。如果玩家能獲得該角色，能透過角色資料頁面獲得角色更多的設定資料，設定資料會隨著角色好感度提高逐漸解鎖。在角色語音列表中，可以看到該角色對其他角色的看法，在展示角色人際關係之餘也顯示出角色性格和價值觀，語音列表中對其他角色的看法的部分，經常作為新角色上線前的預告，以這種途徑披露新角色的信息。在角色生日或者遊戲活動時，玩家會收到相關角色發出的信件，以這種形式增加與玩家的互動。製作組在角色推出一段時間之後，會對玩家發放調查問卷，以了解玩家對遊戲上線角色各方面的看法，包括設定是否符合角色身份和性格，角色設計風格是否與同一派系角色風格一致等。在遊戲之外，米哈遊會適時推出特定角色的同人創作活動，引導玩家進行討論和創作，以更好宣傳角色。官方推出的免費漫畫，也會展示新角色的信息，還披露遊戲未上線的地區資料和背景。在與肯德基的聯動活動中，參與活動的角色會以與遊戲不同的另一面出現，更具有現代生活氣息。

遊戲玩法方面，可玩角色有一個命之座系統（簡稱「命座」），玩家首次獲得角色時稱為「0命」，之後重複入手相同角色時會啟動命之座系統，能提供提供額外的增益和作戰效果，每個角色擁有六層命座。角色命座名稱和每層稱呼通常與角色設定和身份有關，如胡桃的命座取名都與殯葬業的工作有關。可玩角色都有生日設定，其中主角生日由玩家自行設定，生日使用現實世界的公曆，生日當天會觸發事件，生日角色會贈送玩家他們的特色菜餚和一些素材。

## 主角

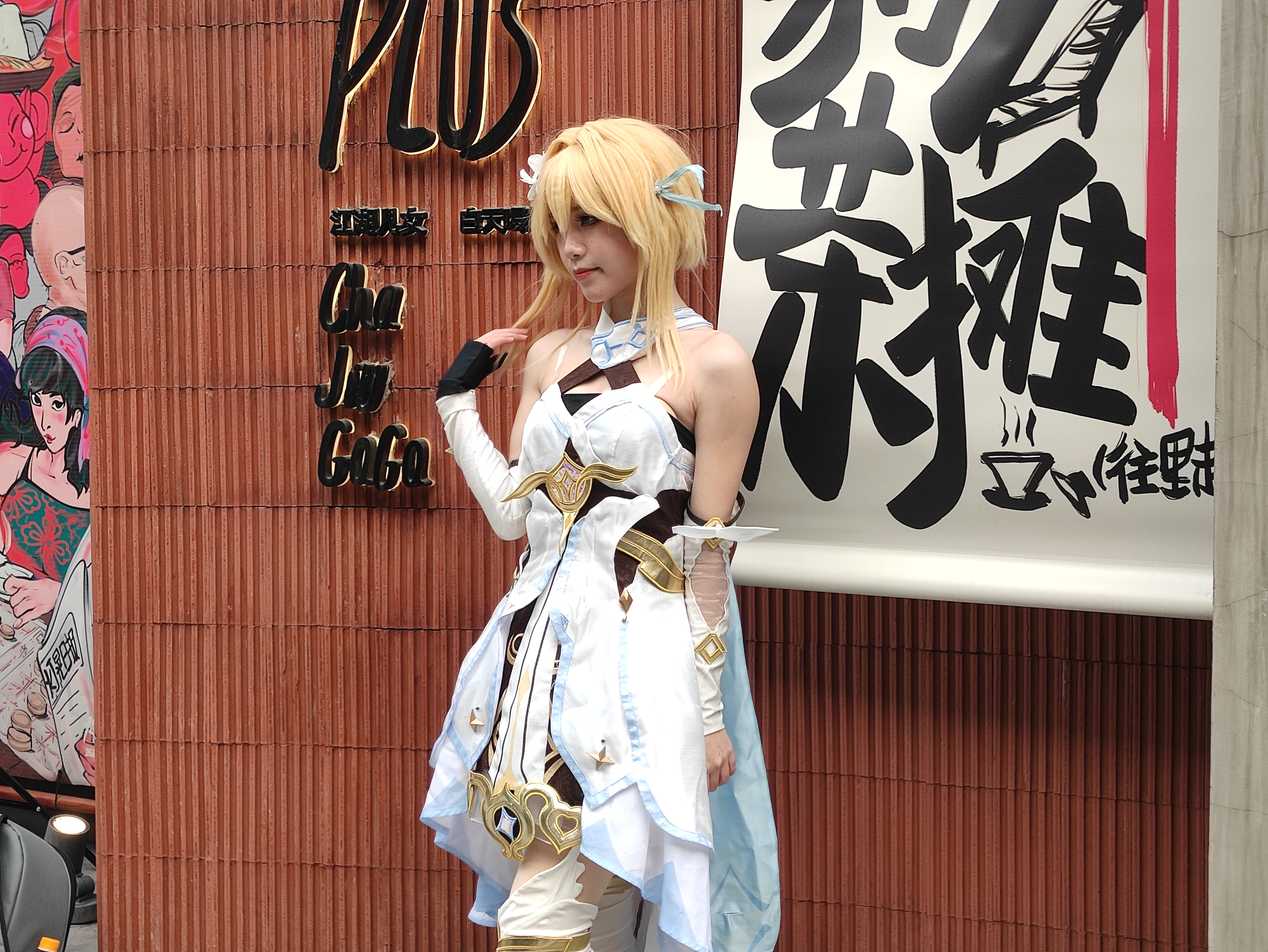
旅行者「熒」的角色扮演者

旅行者
空配音：鹿喑（汉语）、堀江瞬（日语）、扎克·阿圭勒（英语）、李卿兌（韓語）
熒配音：宴宁（汉语）、悠木碧（日语）、莎拉·米勒-克魯斯（英语）、李诗雅（韓語）
游戏主角，玩家扮演的角色。因故國毀滅，而在無數世界中漂流的兄妹，因遭遇陌生神明阻攔而被迫分離，於是踏上了尋找其唯一血亲旅程。玩家可以選擇哥哥“空”或妹妹“熒”進行遊戲，游戏中显示的名称由玩家决定。遊戲中是一個使用單手劍的角色，玩家能通過七天神像，在風、岩、雷、草、水、火六种元素间切换。
派蒙
配音：多多poi（汉语）、古賀葵（日语）、科琳娜·伯特格 → 未公佈（英语）、金佳泠（韓語）
游戏中引导玩家的“向导”。被旅行者在湖中釣起，因為旅行者救了她一命，所以主動擔當起嚮導的任務幫助異世界的旅行者。由于旅行者是一名沉默的主角，派蒙在游戏中里经常为旅行者参与剧情对话（但在冒險期間或少數劇情動畫下還是會聽到旅行者說話）。
因游戏某处剧情对话，派蒙也被玩家戏稱為“應急食品”。由于主角在大多数对话过程中并无配音（但有文字选项），而派蒙往往会参与剧情对话并发出声音，因而又被玩家称为主角的外置发声器官。名字取自于所罗门七十二柱魔神里的派蒙。

## 可玩角色

### 蒙德地區

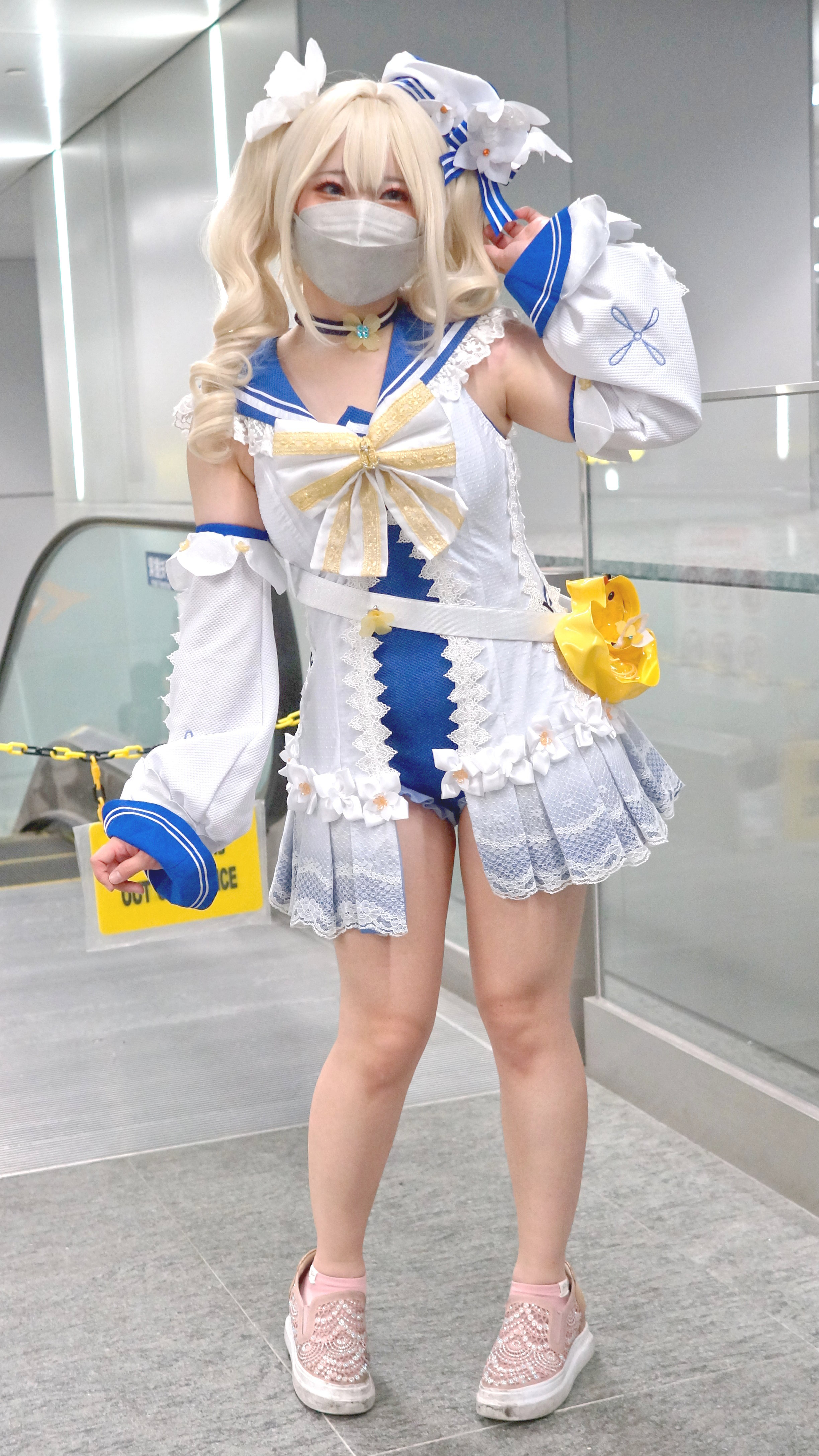
芭芭拉的角色扮演者

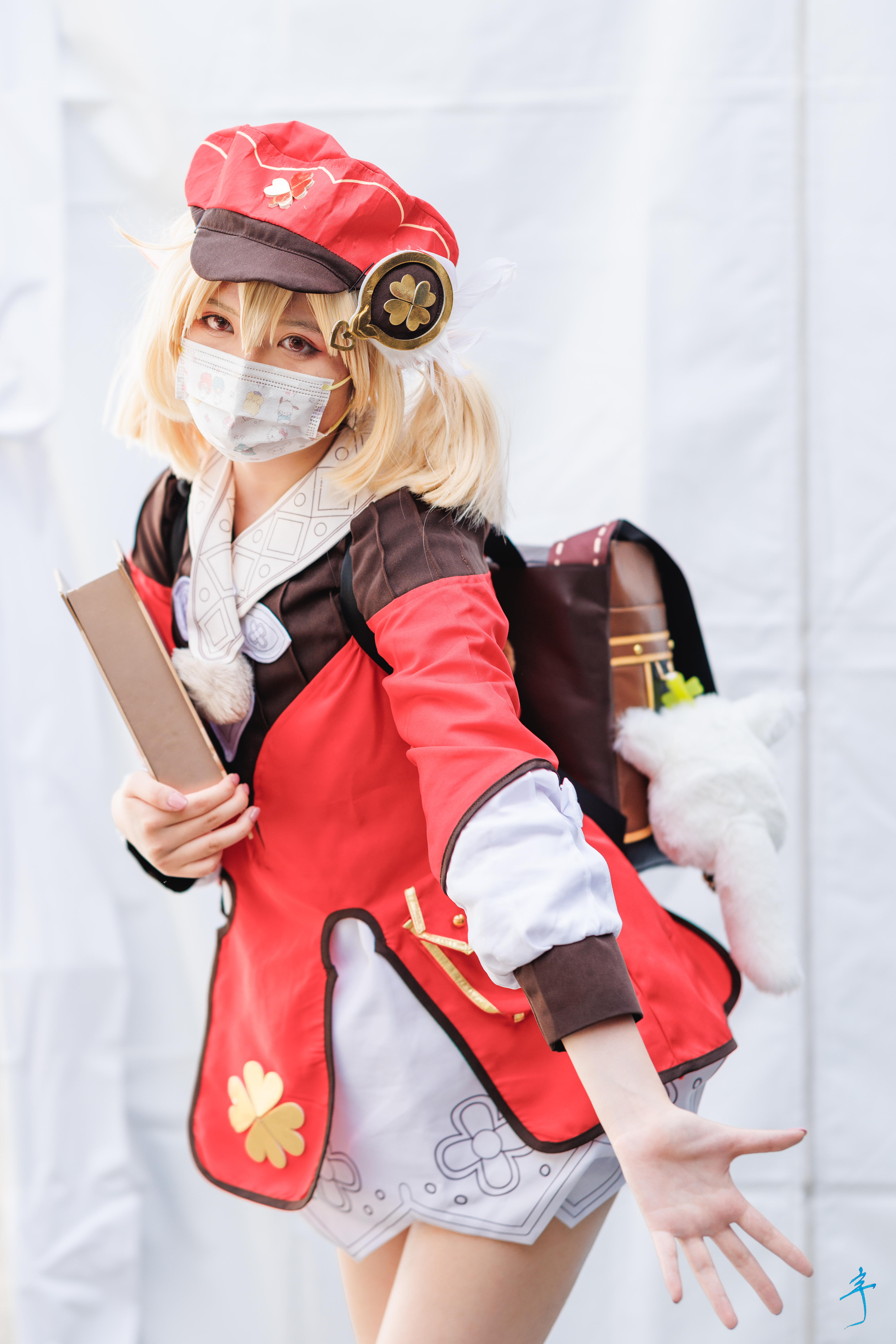
可莉的角色扮演者

蒙德南接璃月，是尘世七国中的风之国度，信奉“自由”之神巴巴托斯，以德国、瑞士為原型設計。角色排序按官方角色列表。
蒙德的名字来源于德语词汇"Mondstadt"，意为“月亮城”。
琴
配音：林簌（汉语）、齋藤千和（日语）、史蒂芬妮·薩瑟蘭（英语）、安榮美（韩语）
作為蒙德城西風騎士團的代理團長，琴實際上是蒙德城最高的統治者（除離開蒙德遠征的大團長法爾加以外），同時她還是西風教會祈禮牧師芭芭拉的姊姊。琴從小就被父母培養爲騎士團的接班人。在《原神》的故事中，古恩希爾德家族是蒙德城最古老的家族之一，也是蒙德城中少數在腐敗的寡頭統治下仍保持良知的貴族家庭之一。儘管她指揮著西風騎士團，並擁有像狡猾的凱亞和騎士團優秀的圖書館員麗莎這樣能幹的部下，琴卻不擅長分派工作。琴的傳說任務「幼狮之章·第一幕『骑士团长的一日假期』」中展現了她親歷親爲的一面，從文書工作，到保護城市免受威脅，甚至為市民做隨機的事情，比如從樹上救貓。然而，幸運的是，蒙德城的人們真心感激她所付出的一切。琴崇拜溫妮莎——曾解放蒙德城免受暴政統治的古老的女英雄。琴恰當地繼承了溫妮莎的三個頭銜：「蒲公英騎士」、「西風騎士團團長」，以及最重要的，「西風之鷹」。這些頭銜讓她的責任更加沉重，但琴總是忠實履行，堅定守護著蒙德城。
在主線劇情序章·第一幕「捕風的異鄉人」中，琴邀請在蒙德城上空擊敗風魔龍的旅行者（主角）到騎士團討論「風魔龍」入侵的問題，在旅行者清理「四風守護」廟宇後，邀請旅行者加入西風騎士團並賜予其「榮譽騎士」稱號。在主線劇情序章·第二幕「為了沒有眼淚的明天」中琴受到迪盧克的私人邀請，參與到旅行者和溫迪溫迪拯救「風魔龍」特瓦林的行動中，在序章·第二幕、序章·第三幕中均有出場。
安柏
配音：牛奶君 → 蔡书瑾（汉语）、石見舞菜香（日语）、凱莉·巴斯金（英语）、金演宇（韩语）
安柏是蒙德地區的西風騎士團所屬偵察騎士，也是騎士團中唯一的偵察騎士。她祖父是出身自璃月的傭兵統領，在一次護送商隊途中遭到魔物襲擊，只有他一人成功突圍，被西風騎士團所救。祖父羞於歸鄉，遂定居於蒙德並以報恩為由加入騎士團，還在團內組建了偵察騎士小隊。祖父在四年前突然離開騎士團，失去主心骨的偵察騎士小隊很快就分崩離析，唯有安柏留守。安柏自小就從祖父手上學習了各種探險的技巧，出任偵察騎士不久就遇到祖父離開，在騎士團內既有小看她年齡的人，也有認為她是叛逃者後人的人。直到在一次殲滅魔物的戰鬥中，安柏才以英勇的表現獲得騎士團同儕的認同。
丽莎
配音：钟可（汉语）、田中理惠（日语）、瑪拉·朱諾（英语）、朴高韻（韩语）
麗莎是西風騎士團的圖書管理員，平日的工作是整理圖書館藏書和保證騎士團的藥劑供應。她被譽為是提瓦特大陸知名學府須彌教令院的天才，然而在探求真理的路上產生疑惑，於是離開學院回到蒙德。雖然麗莎在平日工作時態度顯得有點慵懶，但是她總能完美完成相關工作。
凱亞
配音：孙晔（汉语）、鳥海浩輔（日语）、（英语）、鄭周源（韩语）
在《原神》角色故事中提到，凱亞是酒业大亨「莱艮芬德」家的义子，與迪盧克結爲非血緣關係的兄弟。莱艮芬德家族以財富聞名，並以蒙德城的晨曦酒莊生意而聞名。根據遊戲的故事，凯亚生于坎瑞亚，其生父为了让他成为坎瑞亚安插在蒙德的间谍，有意地將他遺棄在蒙德城邊緣的晨曦酒莊附近，後凱亞被迪盧克的父親克利普斯·莱艮芬德收養。凱亞對养父克利普斯大人的善舉和收養他表示感激。由于养父和蒙德对凯亚的恩情，使他陷入忠于坎瑞亚还是蒙德的困境。在养父死后，凯亚将这一切秘密向其义兄迪卢克全盘托出。迪盧克和凱亞之間的關係並不很好。凱亞與迪盧克兩人信仰不同的哲學：凱亞更傾向於忠於西風騎士團，以正式方式處理事務，而迪盧克則更傾向於獨自應對威脅，不遵守規則和命令。
在《原神》主線劇情序章·第一幕「捕風的異鄉人」中，凱亞因觀察到旅行者（主角）在蒙德城上空擊敗來襲的「風魔龍」特瓦林，在廣場迎接旅行者，並帶領旅行者一行人前往西風騎士團總部會見代理團長琴。隨後凱亞協助旅行者清理了「四風守護」的廟宇之一。之後·第二幕與第三幕旅行者在溫迪的帶領下組成小隊，討伐風魔龍，凱亞並未參與。直到序章·第三幕「巨龍與自由之歌」中，凱亞向凱旋歸來的旅行者透露其一直在幕後行動，保衛蒙德城免受「深淵教團」等反派勢力的侵擾。在傳說任務「孔雀羽之章·第一幕『海盗秘宝』」中，凱亞借旅行者和派蒙對寶藏的喜愛，杜撰了其爺爺擁有「海盜祕寶」，在旅行者調查此寶藏過程中引導盜寶團上鉤，最後在「失落的阿卡狄亚遗迹」中將盜寶團竊賊抓獲。在《原神》主線劇情第三章·第六幕「卡利貝爾」中，凱亞和戴因斯雷布的對話中揭示了凱亞爲坎瑞亞遺民，凱亞姓氏「亞爾伯里奇」背後的家族爲純正的坎瑞亞貴族，且其祖先克洛達爾·亞爾伯里奇爲遊戲內主要反派陣營勢力「深淵教團」的創始人。
芭芭拉
配音：宋媛媛（汉语）、鬼頭明里（日语）、（英语）、尹娥煐（韩语）
芭芭拉是蒙德城的祈禮牧師，她是西風騎士團代理團長琴的妹妹。姊姊琴的優秀給芭芭拉帶來不少的壓力，芭芭拉為了超越姊姊不斷努力。由於不擅長戰鬥，於是她選擇成為治療者，負責後勤的工作。某天芭芭拉從異世界的書籍中得知了偶像這種職業，並認為偶像和她想幫助他人，給他人帶來歡欣的信念很切合，於是去學習偶像的演出，並成為蒙德城的小有名氣的偶像。
迪卢克
配音：马洋（汉语）、小野賢章（日语）、肖恩·奇普洛克（英语）、崔乘勛（韩语）
全名迪盧克·萊艮芬德，凱亞的義兄，遊戲中是一個使用雙手劍的火元素角色。
雷澤
配音：周帅（汉语）、內山昂輝（日语）、托德·哈伯空（英语）、金徐暎（韩语）
過去被狼收養的少年。遊戲中是一個使用雙手劍的雷元素角色。
溫迪
配音：喵酱（汉语）、村瀨步（日语）、艾麗卡·哈拉徹（英语）、鄭有楨（韩语）
在2600年前，蒙德曾被两位“魔神”割据，包括高塔孤王“迭卡拉庇安”和北风狼王“安德留斯”，迭卡拉庇安把属下子民囚禁在高塔，也是风龙废墟的风墙之下，而有一名追求自由的无名少年与一只风精灵领导发起了追求“自由”的战争，战后少年死去，风精灵则成为了蒙德的魔神，神名「巴巴托斯」，也就是后来的「温迪」。而安德留斯则选择屈于巴巴托斯之下，成为“四风守护”之一。之后，巴巴托斯因不想成为新暴君而离开蒙德，令蒙德成为了无人管治的自由之国。其后，劳伦斯家族统治蒙德，实行奴隶制度。其中一个叫温妮莎的奴隶无法接受这种残忍的统治，于是与风神合作，推翻劳伦斯家族，成立了西风骑士团，管治蒙德。直到现在，西风骑士团仍然继续管治蒙德。而后，风神巴巴托斯自己则化身吟游诗人，四处游荡，显出不务正业的状态，但是当蒙德城发生危机时，他还是会挺身而出，例如温迪与旅行者等人联手拯救特瓦林的行动。
可莉
配音：花玲（汉语）、久野美咲（日语）、（英语）、房蓮知（韩语）
西風騎士團火花騎士。遊戲中是一個使用法器的火元素角色。
班尼特
配音：穆雪婷（汉语）、逢坂良太（日语）、（英语）、宋河琳（韩语）
蒙德城冒險家協會的年輕冒險家，遊戲中是一個使用單手劍的火元素角色。
諾艾爾
配音：宴宁（汉语）、高尾奏音（日语）、（英语）、李甫熙（韩语）
諾艾爾出身自蒙德城，和當地青年一樣有著成為西風騎士的夢想，雖然多次報名騎士選拔落選，但是她並沒有放棄，為了更好地學習騎士的知識就任騎士團的女僕。諾艾爾做事乾淨利落，工作一絲不苟，在蒙德城有著「萬能女僕」的稱號。騎士團的女僕工作經常觸及各類機密，諾艾爾以花語為「守口如瓶」的玫瑰為飾物，不斷提醒自己嚴守秘密。她為人熱情也樂於助人，甚至願意作出犧牲去幫助他人，曾隻身去营救在雪山中落難的冒險者，救援之後自身重病不起。
菲謝爾
配音：Mace（汉语）、內田真禮（日语）、布蘭特妮·考克斯（英语）、朴高韻（韩语）
奥兹配音：李元韬 → 赵悦程（汉语）、增谷康紀（日语）、本·普羅斯基（英语）、李弦（韩语）
菲謝爾是冒險家協會的冒險者，自稱「斷罪之皇女」與眷屬奧茲來自異世界，角色的說話方式十分戲劇化和冗長，經常需要奧茲翻譯解釋。她的真名是「艾咪」，性格內向同時富有想象力，「菲謝爾」其實是她最喜歡的故事中的角色。小時候與身為冒險家的父母相處時間並不多，經常去圖書館看書且沉迷在書本的奇幻世界裡面，還開始扮演起書中的角色「菲謝爾」，她父母也一直配合她的演出。十四歲生日時，父母希望她拋棄那些幻象的設定，大吵一架後，她逃到了圖書館並獲得了神之眼和夜鴉外形的雷元素生物「奧茲」。
砂糖
配音：小敢（汉语）、藤田茜（日语）、瓦萊里婭·羅德里格茲（英语）、金荷英（韩语）
砂糖是蒙德當地著名的鍊金術士，熱衷於研究生物鍊金術，她擔任西風騎士團首席鍊金術士阿貝多的助手。小時候她與兩個朋友約定去尋找傳說中的「仙境」，可惜後來兩個朋友因不同的事情離開了蒙德。砂糖一直記掛兒時的約定，長大後她成為鍊金術士，希望以鍊金術建造屬於自己的「仙境」，這也是她專研生物鍊金術的原因。業餘愛好是定期在蒙德各地收集不同的骨骼，在當地甚至被傳為恐怖故事。
莫娜
配音：陈婷婷（汉语）、小原好美（日语）、費麗茜婭·安吉爾（英语）、禹貞新（韩语）
全名阿斯托洛吉斯·莫娜·梅姬斯图斯，占星术士，遊戲中是一個使用法器的水元素角色。
迪奥娜
配音：诺亚（汉语）、井澤詩織（日语）、蒂娜·謝爾曼（英语）、禹貞新（韩语）
全名迪奥娜·凯茨莱茵，「猫尾酒馆」的调酒师，遊戲中是一個使用弓的冰元素角色。
阿貝多
配音：Mace（汉语）、野岛健儿 （日语）、科伊·陶（英语）、金明俊（韩语）
西风骑士团的炼金术士，把可莉視為自己的妹妹。遊戲中是一個使用單手劍的岩元素角色。
蘿莎莉亞
配音：张安琪（汉语）、加隈亞衣 （日语）、伊莉莎白·麥克斯韋（英语）、金補娜（韓語）
西風教堂的的修女。遊戲中是一個使用长柄武器的冰元素角色。
优菈
配音：子音（汉语）、佐藤利奈 （日语）、杨素汐（英语）、金炫志（韓語）
優菈出身自蒙德舊貴族勞倫斯家族，家族過去曾統治蒙德一地，後因暴政被西風騎士團推翻。優菈是家族當代最出色的後人，是千年來少數通過了家族試煉，掌握家徽「堅冰之印」的人，曾被寄予復興家族的重任。然而優菈選擇了與家族決裂，加入西風騎士團，並勝任騎士團游擊小隊隊長一職。儘管優菈在騎士團中戰績斐然，但是蒙德人仍由於優菈的出身而疏遠她，視她為罪人和「危險人物」，騎士團內部也有不少人認為優菈是「內鬼」，在密謀推翻騎士團。長久以來，優菈以她獨特的方式應對各種流言蜚語，話語上從不退讓又點到即止，做事循規蹈矩又舉止得當。在親近她的安柏等人宣傳下，優菈在蒙德的風評漸漸扭轉，其領導的游擊小隊也被優菈的戰績和行為所折服。
米卡
配音：邓宥希（汉语）、三瓶由布子 （日语）、羅布·莫雷拉（英语）、尹垠舒（韓語）
西風騎士團在平凡家庭出身的年轻骑士，担任「前进测绘员」一职。为人低调，谨小慎微。遊戲中是一個使用长柄武器的冰元素角色。
塔利雅
配音：风袖（汉语）、山本和臣 （日語）、Aileen Mythen（英語）、石承勛（석승훈）（韓語）
西風教會的祝祭，遊戲中是一個使用單手劍的水元素角色。

### 璃月地區

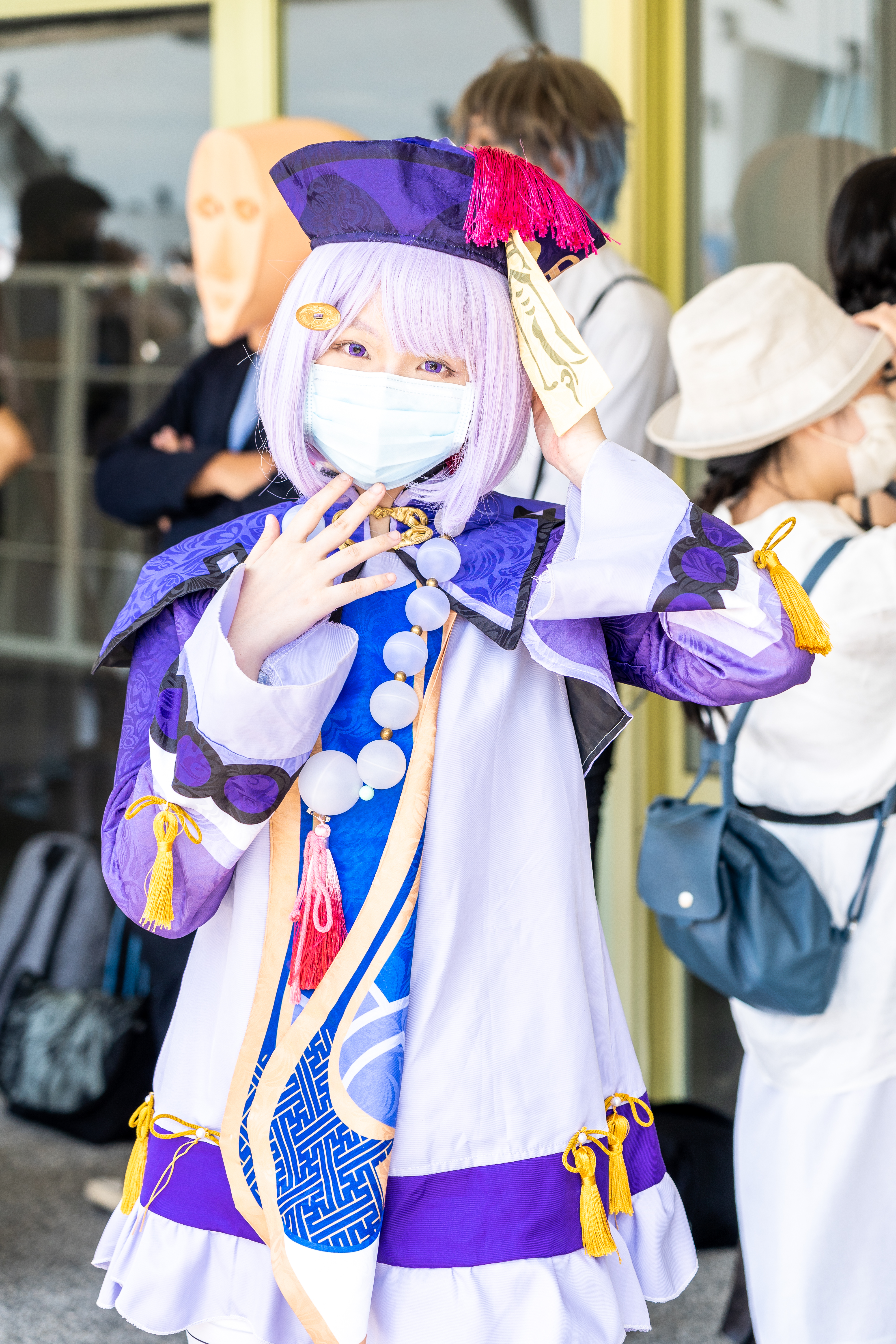
七七的角色扮演者

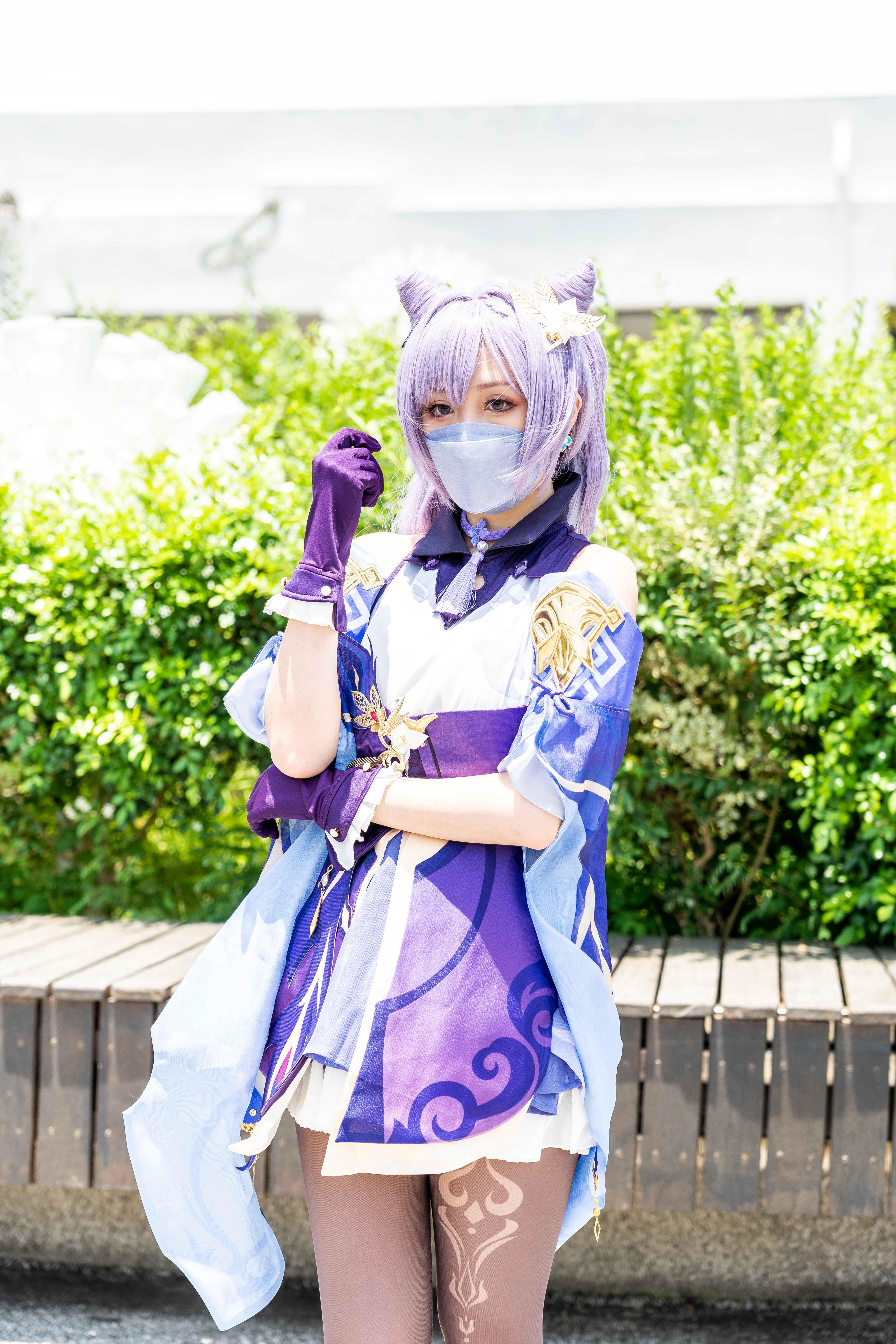
刻晴的角色扮演者

璃月北临蒙德，东南与稻妻隔海相望，是尘世七国中的岩之国度，信奉“契约”之神摩拉克斯，以中國為原型。角色排序按官方角色列表。
魈
配音：kinsen（汉语）、松岡禎丞（日语）、萊拉·貝爾津什（英语）、沈揆赫（韩语）
魈是璃月的僅存的護法夜叉，是岩神麾下五位「仙眾夜叉」之一的金鵬大將，常被尊稱為「降魔大聖」。在魔神戰爭之前，魈曾被另一魔神所奴役，殘忍殺戮、犯下諸多罪業；後來，岩神擊敗了奴役夜叉的魔神，解放了他，並賜名為「魈」。之後，魈為報答岩神恩情，受岩神任命，與其他夜叉一起守護璃月。魔神死後，其怨念匯聚而滋生汙穢、幻象，危害璃月的安全。魈長期與魔神殘渣滋生的幻象戰鬥，也被其汙染而承受著灼心蝕骨的痛苦。風神曾在荻花洲救下被魔神怨念擊倒的魈，故魈也尊風神為救命恩人。魈的夜叉友人皆於幾百年前離去，而他也甘願為守護他人而犧牲。
北斗
配音：唐雅菁（汉语）、小清水亞美（日语）、阿萊格拉·克拉克（英语）、鄭宥美（韩语）
「南十字」船隊船長，遊戲中是一個使用雙手劍的雷元素角色。
凝光
配音：杜冥鸦（汉语）、大原沙耶香（日语）、伊琳·艾伯絲（英语）、郭奎媄（韩语）
凝光是管理璃月的組織「璃月七星」成員之一，當地人尊稱為「天權星」，主要負責完善璃月的法律條文。凝光是璃月首屈一指的富商，雖然喜好錢財，但是取之有道。她將大部分的財富都用於建設懸浮於璃月港上空的「群玉閣」，多年經營下群玉閣儼然成為一座飛行宮殿。在擊敗甦醒的漩渦之魔神奧賽爾期間，群玉閣墜毀。後來凝光幾經籌劃，再次重建群玉閣。凝光的美貌和名聲傳遍七國，引來不少傾慕者來訪，在凝光長袖善舞下，不曾得罪任何一人。
香菱
配音：小N（汉语）、小澤亞李（日语）、傑基·拉斯塔（英语）、尹娥煐（韩语）
香菱出身廚師世家，家族在璃月港經營餐廳「萬民堂」多年，在當地頗有名氣。過去璃月當地兩大菜系「璃菜」和「月菜」互相爭鬥，壟斷了當地各類珍稀食材，神仙打架下，萬民堂一眾小店只能艱苦經營。香菱在學廚時，嘗試使用冷門的食材烹飪菜餚，力求在傳統的食譜中突破。為此香菱四處冒險，尋覓各類食材，使用史萊姆等「特殊食材」進行料理，最後也做出一批口味獨特的美味招牌菜，萬民堂也因此吸引一些食客專門來訪一嘗香菱廚藝。
行秋
配音：唐雅菁（汉语）、皆川純子（日语）、（英语）、郭奎媄（韩语）
璃月港「飛雲商會」的二少爺。遊戲中是一個使用單手劍的水元素角色。
重雲
配音：kinsen（汉语）、齐藤壮马（日语）、博·布里奇蘭德（英语）、梁靜花（韩语）
璃月的驅邪方士。遊戲中是一個使用雙手劍的冰元素角色。
七七
配音：宴宁（汉语）、田村由香里（日语）、克莉斯蒂·凱特（英语）、李露（韩语）
药庐「不卜庐」的采药姑娘兼学徒，遊戲中是一個使用單手劍的冰元素角色。
刻晴
配音：谢莹（汉语）、喜多村英梨（日语）、凱莉·米爾斯 → 未公佈（英语）、李甫熙（韩语）
刻晴出身璃月當地的名門望族，與普遍敬重帝君的璃月人不同，她一直對璃月被神明岩王帝君統治的制度頗有微詞，她認為人類應該要掌握自己的命運，不要依靠神明的幫助。成為統治璃月的「璃月七星」之後，刻晴一直盡心盡責地處理璃月的大小事務，是七星中的行動派。刻晴經常微服私訪來了解璃月人民，如在餐廳、或者工地打工。為了成為人們的榜樣，刻晴十分嚴格地要求自己，經常不完成工作就不休息，協助她的人都沒能堅持超過三個月。
「公子」達達利亞
配音：鱼冻（汉语）、木村良平（日语）、格里芬·伯恩斯（英語）、南度亨（韩語）
達達利亞本名「阿賈克斯」（Ajax），出生於至冬國海屑鎮，名字來源於父親最喜愛的冒險英雄故事。阿賈克斯在14歲時離家出走，失足落入深淵，在深淵中喚醒了沉睡的「吞星之鯨」，還遇到了劍客絲柯克。阿賈克斯向絲柯克拜師，在深淵3個月學到了絲柯克「暢行深淵的得意之術」，而外界僅過了3天。回家後，阿賈克斯性格大變，變得輕狂、自信，喜愛紛爭，加入愚人眾並受到了執行官「公雞」的賞識，一路提拔至「執行官」，獲得了「公子」達達利亞的名號。
在主線劇情的璃月篇中，達達利亞在請仙典儀後的混亂中搭救了被千岩軍圍捕的旅行者（主角），並指引旅行者訪謁仙人以洗清嫌疑。洗清嫌疑後，旅行者希望尋找接近岩王帝君遺體「仙祖法蛻」的方法，故達達利亞將旅行者引薦給鍾離。在旅行者與鍾離籌備送仙典儀的過程中，達達利亞暗中監視，得知了仙祖法蛻的去向為黃金屋，而達達利亞在璃月佈局的目的就是仙祖法蛻中岩神摩拉克斯的「神之心」。達達利亞前往黃金屋奪取仙祖法蛻中的「神之心」，遭遇旅行者阻攔，兩人在黃金屋大戰。達達利亞發現仙祖法蛻中沒有「神之心」，發覺仙祖法蛻乃至岩神之死另有隱情，決定召喚被封印的魔神「奧賽爾」以引岩神現身。最終奧賽爾在璃月七星與仙人協力下擊敗，回到北國銀行的達達利亞方纔得知一切為岩神摩拉克斯和「女士」席諾拉設的局，「神之心」亦被席諾拉取得。
钟离
配音：彭博（汉语）、前野智昭（日语）、基斯·西爾弗斯坦（英语）、表永宰（韩语）
鍾離是在璃月經營葬儀業務的「往生堂」的神秘客卿，通曉葬儀相關知識和協助籌辦葬儀。他還是至冬國外交機構愚人眾的執行官「公子」達達利亞的好友。雖然身無分文，但是日常花銷豪爽，還把账通通記在「往生堂」或達達利亞身上，讓堂主胡桃和達達利亞感到困擾。
旅行者（玩家）在前往璃月拜訪璃月的神明岩王帝君時，目睹了岩王帝君遇害身亡，作為外來者還被璃月高層七星等人視為嫌疑犯。達達利亞救下了被追捕的旅行者，推薦他走訪璃月仙人主持公道，後來又推薦引薦鍾離，協助旅行者接近岩王帝君遺體。鍾離讓旅行者先協辦送別岩王帝君的葬儀「送仙典儀」，期間旅行者撇清了刺殺的嫌疑，同時也發現自己不知不覺中成為達達利亞的棋子，之前的行動，挑撥起璃月仙人與高層人員的衝突。旅行者前往遺體所在的黃金屋阻止達達利亞，達達利亞在發現遺體中沒有神明擁有的「神之心」後，察覺岩神並未死去，決定召喚過去被岩神鎮壓的遠古魔神「奧賽爾」以逼迫岩王帝君現身。旅行者在與仙人、七星、千岩軍合力擊敗了奧賽爾，岩王帝君沒現身。事後，旅行者去尋找鍾離，才得知鍾離真實身份就是岩王帝君，他以假死退位，將權力順利交接到璃月民眾手中。他與至冬達成一筆交易，並交出了神之心。
辛焱
配音：王雅欣（汉语）、高橋智秋（日语）、（英语）、（韩语）
璃月唯一的搖滾歌手。遊戲中是一個使用雙手劍的火元素角色。
甘雨
配音：林簌（汉语）、上田麗奈（日语）、珍妮佛·羅希（英语）、金善惠（韩语）
甘雨是人與麒麟的混血兒，在三千年前獲神明岩王帝君邀請加入魔神大戰之中，戰鬥結束後決定留在璃月地區協助建設。自初代「璃月七星」就開始擔任其秘書，平日於「月海亭」辦公，她負責璃月地區的大量文書工作，為七星和各機構間的重要樞紐。甘雨十分在意自己混血兒的身份，在平民間刻意隱瞞自己有仙獸麒麟的血脈，以避免人們疏遠她。由於其混血的身份，甘雨也作為璃月地區仙人和人類之間的溝通橋樑。
胡桃
配音：陶典（汉语）、高橋李依（日语）、布麗安娜·尼克博克（英语）、金賀婁（韩语）
胡桃是璃月港負責喪葬白事的「往生堂」第七十七代堂主，平日經常放下工作亂逛，有著活潑好動的一面，在葬禮工作上又有著嚴肅認真的一面。胡桃在執掌往生堂初期，曾因為年幼被堂內人質疑，後來胡桃經營穩定，堂務處事得當，才被老人所接受，璃月人也對喪葬之事少了避諱。同時胡桃還是當地「著名」詩人，經常四處遊歷累積作詩的素材，自稱「小巷派暗黑詩人」，好作打油詩，詩作朗朗上口，璃月當地孩童也喜歡誦讀。
烟绯
配音：苏子芜（汉语）、花守由美里 （日语）、莉琪·弗里曼（英语）、趙京洢（韓語）
煙緋的父親是仙獸，母親是普通的人類商人，她降生在和平年代，並沒有與岩王帝君定下契約，只是與父母相約「要快樂地生活」。沒有承擔仙家責任的煙緋，選擇成為璃月的律法咨詢師，並且在璃月當地頗有名氣，她通曉法典條文，又懂得權衡情理，以這種獨特的方式守衛璃月港的「秩序」。
申鹤
配音：秦紫翼（汉语）、川澄绫子（日语）、切爾希·克沃卡（英语）、李賢真（韩语）
申鶴是出身自驅邪世家的凡人，後來被仙人留雲借風真君收為弟子，從此過上與世隔絕的修道生活。由於長期居於山林之間，故不識人情世故，偶遇不平必定出手相助，事後又拂袖而去。璃月港一帶流傳申鶴的事跡，當地的戲曲家更將申鶴的故事改編成本土戲曲「璃月戲」，曲名為《神女劈觀》在當地廣為傳頌。
申鶴幼時，母親病逝，父親為了復活妻子，雲遊四海習得邪術，以召喚黑色「仙靈」獻祭活人以復活死者。父親打算將申鶴獻祭，在獻祭現場申鶴使用母親遺留的驅邪匕首，和黑色「仙靈」對峙數日。後有仙人留雲借風真君循邪靈氣息，尋到獻祭之地並救下申鶴。仙人見申鶴資質絕佳將其收為門下弟子，又見申鶴天煞孤星，使用法術約束其煞氣，這法術也封鎖了她的情感。直到後來與旅行者相遇，申鶴才重新恢復部分的情感。
云堇
配音：贺文潇（汉语）、小岩井小鸟（日语）、朱蒂·艾麗絲·李（英语）、史文英（韩语）、杨扬（念白及唱段）
在《原神》的虛構世界「提瓦特大陸」中有一個商業繁榮、文娛昌盛的港口「璃月港」，雲堇是璃月港當地的一位戲曲表演藝術家，也是傳統藝術「璃月戲」的傳承者，通曉創作戲曲和表演戲曲。遊戲中她推動傳統「璃月戲」的創新，從過去題材以傳頌魔神、仙人故事為主，改為講述人族自身的故事。
雲堇出身璃月曲藝世家，母親為璃月港的名角，父親是一位戲曲家，受到家人影響雲堇從小就學習璃月戲，長大後繼承祖父衣缽，成為戲社「雲翰社」的當家並負責雲翰社的大小雜務，由此商界敬稱雲堇為「雲老闆」。雲翰社是璃月港的「和裕茶館」駐場戲社，老戲迷稱呼雲堇祖父為「雲先生」，繼承戲社的雲堇用自己的演出贏得戲迷的尊重，也繼承了「雲先生」的稱呼。
夜蘭
配音：徐慧（汉语）、遠藤綾（日语）、（英语）、玟我（韩语）
夜兰出生于情报官世家，她在很年轻的时候就进入了这一行业。虽是直属凝光的特别情报官，但在夜兰看来她与凝光的关系并非上下级的关系而是合作的关系。夜兰因擅长以各种身份示人而被人称为“一人千面”，在她看来这是一种夸奖。夜兰展示给外人的身份之一是游戏中“岩上茶室”的老板，经常扮作茶室的熟客和陌生人玩骰子并总能靠着熟练的作弊技巧欺骗对手取胜，甚至行家之间形成了“别在岩上茶室和陌生女人玩骰子”的忠告相流传。茶室同时也是她收集情报的地点之一。夜兰的右手佩戴有一只家族流传的玉镯，印有家族术法，配合另一只成对使用可以用来传递简单的讯息，但另一只已在她一次与愚人众的交锋之中意外损坏。不过夜兰也在那次行动中截获了愚人众原本要供奉给其所属国神明的皮草，并将其样式重制，作为披风平时披在肩上。
夜兰的祖先曾参与五百年前“层岩巨渊”地区的一场恶战，其中一位在这场战争中下落不明。夜兰一直想查清楚这位祖先的下落，直到层岩巨渊地下传来异动，七星决定派人前往探查时才等来了机会。她在地下矿区独自调查的过程中偶遇因其他缘由同样前来调查的玩家一行人，但随后因故导致众人均意外跌落入矿区底部内的一处空间中，于是众人便打算寻找出口逃回。众人在该处空间中见到了各种离奇诡异的现象，经历了众多惊险和波折才最终都安全地逃出生天，而夜兰也在这里找到了当年有关那位祖先下落的真相。
瑶瑶
配音：刘颐诺（汉语）、门胁舞以（日语）、凱爾西·加法爾（英语）、柳惠知（韩语）
瑤瑤是萍姥姥——或者説歌塵浪市真君的弟子。遊戲中是一個使用长柄武器的草元素角色。
白术
配音：秦且歌（汉语）、游佐浩二（日语）、阿萊格拉·克拉克（英语）、李鎬山（韩语）
长生配音：王晓彤（汉语）、庄子裕衣（日语）、贊茜·黃（英语）、張美（韩语）
白术是药庐「不卜庐」的主人及醫師，随身悬着名为「长生」的白蛇。精于药石，深于城府。遊戲中是一個使用法器的草元素角色。
閒雲
配音：秦紫翼（汉语）、中臣真菜（日語）、史蒂芬妮·帕尼塞洛（英語）、姜始顯（韓語）
璃月仙人，仙名留雲借風真君。遊戲中是一個使用法的風元素角色。
嘉明
配音：谢莹（汉语）、小松昌平（日語）、殷嘉樂（英語）、金潤氣（韓語）
劍匣鏢局的鏢師。遊戲中是一個使用雙手劍的火元素角色。中文配音略带广东口音。

### 稻妻地區

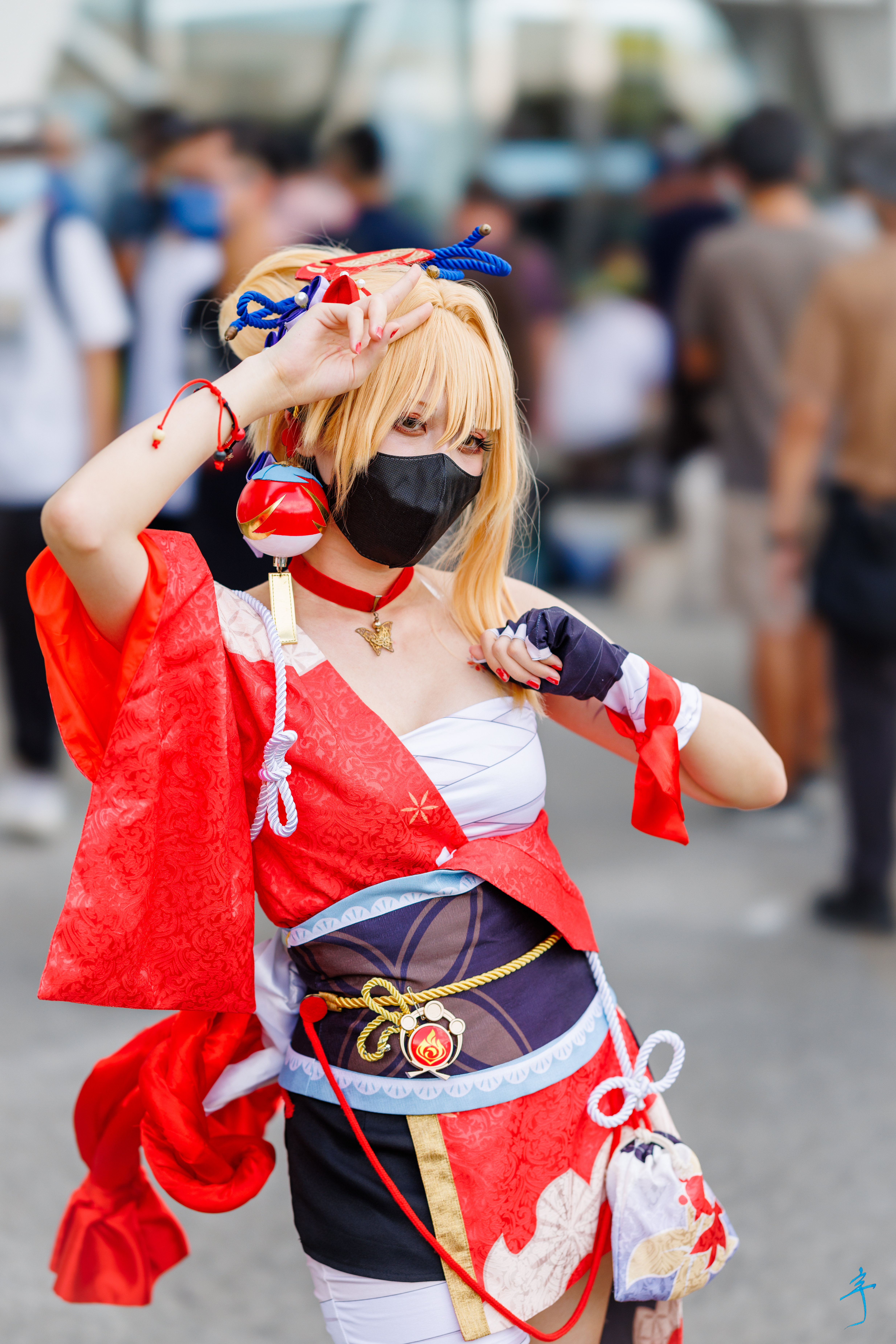
宵宮的角色扮演者

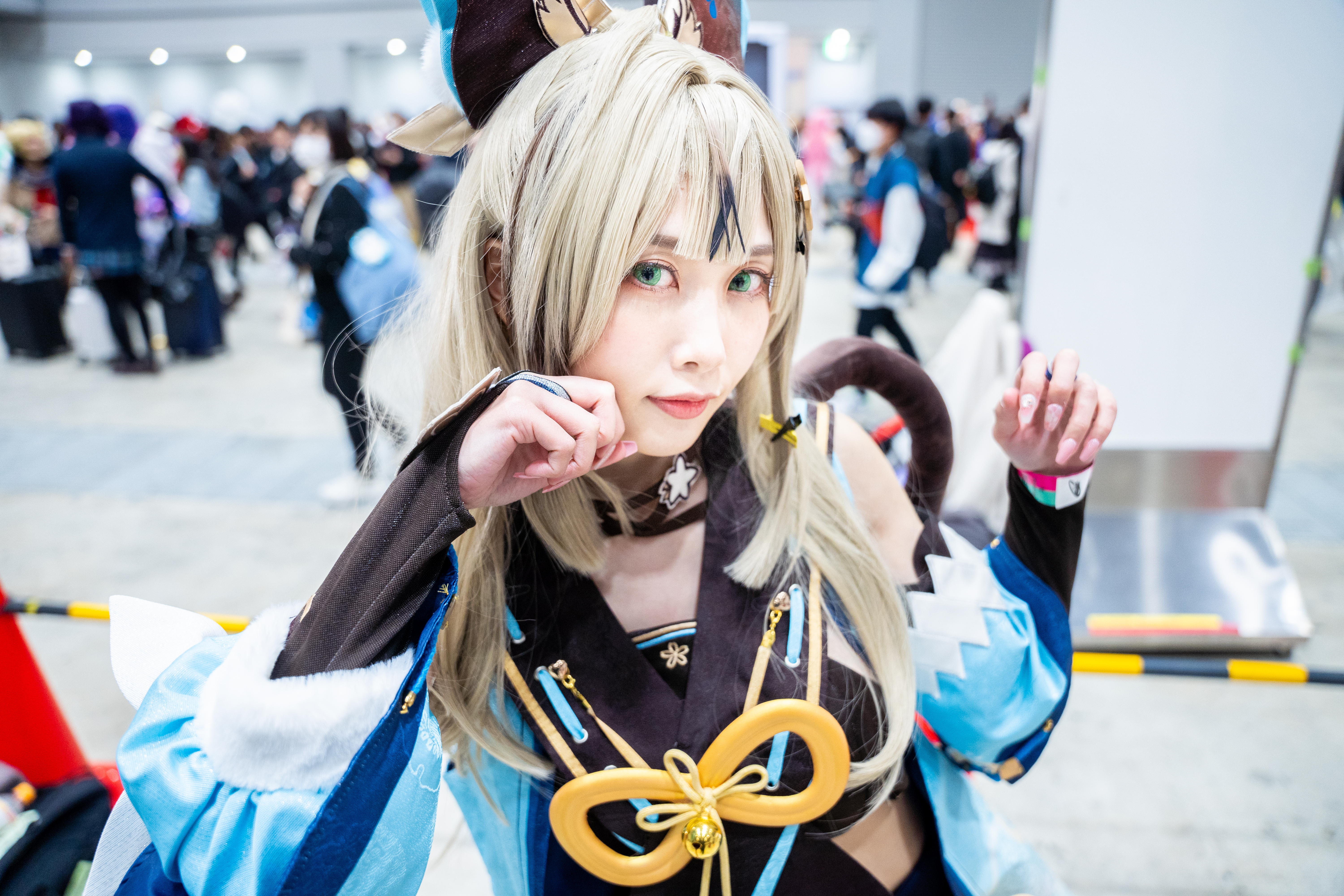
綺良良的角色扮演者

稻妻西北与璃月隔海相望，是尘世七国中的雷之国度，信奉“永恒”之神巴尔，以日本為原型。角色排序按官方角色列表。
“稻妻”（稲妻）一词在日语中有闪电的意思，这与稻妻国掌管的元素相扣。
神里绫华
配音：小N（汉语）、早見沙織（日语）、（英语）、李侑俐（韩语）
神里綾華是遊戲主線劇情的稻妻篇女主角，她貫穿整個篇章，並一直利用自己的影響力幫助旅行者。神里綾華是稻妻名門社奉行神里家的千金，在平民中風評極佳。儘管作為雷電將軍的臣下，但是綾華對將軍收繳「神之眼」的政策「眼狩令」不滿，並暗地裡協助稻妻境內的神之眼持有者。綾華一直有聽聞旅行者在蒙德與璃月事跡，也期待旅行者前往關閉鎖國的稻妻之後能給當地帶來改變。她委派了家臣托馬去接引旅行者到社奉行，希望得到旅行者的幫助。旅行者一開始拒絕了綾華的合作請求，綾華假借三個委託，讓旅行者了解到眼狩令對稻妻人民的影響，從而改變了旅行者的想法，之後旅行者就參與到營救囚禁於天領奉行的神之眼持有者的行動中。
隨著眼狩令行動升級，天領奉行捉捕了托馬，失了分寸的綾華想劫法場被旅行者阻止，隨後旅行者代替綾華救下了托馬，也因此被天領奉行通緝，以此契機加入了珊瑚島的反抗軍。在八重神子策反九條裟羅的行動中，旅行者與綾華重逢，並在綾華的協助下盜取了能策反九條裟羅的文書。稻妻解除鎖國令後，神里綾華負責籌辦光華容彩祭的工作。
枫原万叶
配音：斑马（汉语）、島崎信長（日语）、馬克·威頓（英语）、金信旴（韓语）
楓原家為稻妻社奉行主管鍛刀世家「雷電五傳」之一的「一心傳」的傳承者。在數百年前，「雷電五傳」遭國崩報復而受滅頂之災，「五傳」傳至萬葉一代僅剩「天目傳」和「一心傳」存世。父母早逝、家道中落，楓原萬葉決定棄置祖宅、散盡家僕，浪跡天涯。在流浪的過程中，楓原萬葉獲得了神之眼，也結識了要好的友人。雷電將軍頒佈「眼狩令」、在全國範圍內收繳神之眼。萬葉目睹友人敗倒於雷電將軍「的一刀」之下，趁亂奪走了友人的神之眼，在社奉行神里綾人的幫助下出逃，成為璃月南十字船隊的一員。
在主線劇情的稻妻篇中，主角在楓原萬葉的口中瞭解到稻妻的近況，後萬葉陪同主角乘坐南十字號來到稻妻。之後，楓原萬葉與南十字船隊一起，作為雇傭兵加入了由珊瑚宮心海率領的反叛軍，與社奉行內應外合，攻入雷電將軍所在的天守閣。主角此時剛從天守閣中逃出，在天守閣門口遭遇雷電將軍的突襲。在千鈞一髮之際，楓原萬葉想起友人勉勵的話語「總會有地上的生靈，敢於直面雷霆的威光」，喚醒友人的神之眼，短暫地使用雙神之眼替主角接下了雷電將軍「無想的一刀」。
在遊戲2.6版本的活動劇情「菫庭華彩真說」中，在神里綾人和八重神子的暗中安排下，楓原萬葉與在節日「光華容彩祭」中結識的夥伴們結為調查小隊，一同探索「雷電五傳」的秘密。最終，楓原萬葉得知了「雷電五傳」失落的歷史真相，也瞭解到了家族與幕後黑手國崩的血海深仇。最終，楓原萬葉依舊選擇了放下「過去」，為「現在」而活。
宵宫
配音：金娜（汉语）、植田佳奈（日语）、珍妮·橫堀（英语）、朴信姬（韩语）
宵宮全名「長野原宵宮」，是「長野原煙花店」的店長，被譽為「夏祭的女王」。是長野原龍之介之女。熱情開朗，喜歡與小孩子玩。她認為「煙花易逝，人情長存」，在轉瞬即逝的煙花中，人們得以留下美好的回憶，這也是她的人生信條。
在主線劇情第二章·第一幕「不動鳴神，泡影斷滅」中，宵宮把正勝師傅製作的假神之眼給半四郎並讓他躲過了眼狩令，隨後與旅行者一起前往「町奉行所」救援製作假神之眼的正勝師傅。在「町奉行所」裏看到正在對正勝師傅動私刑的守衛被九條裟羅禁止。宵宮用煙花吸引了守衛們，上前營救正勝師傅，被九條裟羅發現但是並默許她的行為。後與旅行者分離開，之後帶著正勝師傅去求醫。
早柚
配音：Sakula小舞（汉语）、洲崎綾（日语）、莉莉·奇（英语）、李志賢（韩语）
隶属于「终末番」的忍者。遊戲中是一個使用雙手劍的風元素角色。
雷电将军
配音：菊花花（汉语）、澤城美雪（日语）、安妮·雅科（英语）、朴志胤（韩语）
雷電將軍，本名雷電影，是稻妻地區的统治者，在當地有「御建鳴神主尊大御所大人」的威名，神名為「巴爾澤布」。她是前任雷神「雷電真」的妹妹，兩人是雙生魔神，共同贏下了魔神戰爭。隨後雷電真在稻妻設下幕府，她精於管理但不擅武藝，雷電影是善戰的武者，作為影武者輔助姊姊管理稻妻，世人大多不知道兩人共同執政。在數百年前的一場大戰中，雷電真隕落，雷電影承繼雷神之位，對外沿用姊姊的神名「巴爾」，經歷過朋友和親人的離去，雷電影決意追求「永恆」。為了避免時間帶來的「磨損」，她製作了與她外形一樣的人偶「雷電將軍」負責處理日常政務和承受磨損，自身在內心世界「一心淨土」中修行。她的眷屬八重神子不太認同她的做法，在旅行者到訪稻妻之後，八重神子發現旅行者能進入「一心淨土」，於是鍛煉旅行者擁有對抗雷電影的能力，希望以武力的形式讓雷電影明白當下追求「永恆」的方式是無效的。在旅行者和八重神子的努力下，雷電影改變了先前的想法，也廢除眼狩令。雷電影也開始反思過去管理稻妻的方式，並著手改變人偶的設定。雷電影在設計人偶之初就考慮過自己日後可能會三心兩意，有糾正機制確保自己的「初心」得以踐行。雷電影為了修改人偶的設定，與人偶在次空間戮戰數百年並勝之，向人偶證明自己新的想法經得起挑戰和考驗。在戰鬥中她也獲得雷電真留下的殘魂認可，獲得眷顧稻妻的「神櫻樹」種子，並在過去種下種子，接著雷電影解除了稻妻的鎖國令。
九条裟罗
配音：杨梦露（汉语）、瀨戶麻沙美（日语）、珍妮·迪拉多（英语）、文支映（韩语）
「天领奉行」现役大将。遊戲中是一個使用弓的雷元素角色。
珊瑚宮心海
配音：龟娘（汉语）、三森鈴子（日语）、林麗莎（英语）、呂允美（韩语）
海祇島是稻妻最後納入統治的區域，當地人不信奉稻妻的统治者雷电将军，而是奥罗巴斯。珊瑚宫心海是歷代侍奉海祇大御神的珊瑚宮一脈當代家主，並兼任海祇岛最高领袖，當地人稱之為“现人神巫女”。珊瑚宮自小博覽群書，長大後利用書中的知識管治海祇島。雷電將軍推行“眼狩令”收缴国内的神之眼時，她带领海祇岛民众组建反抗军反對眼狩令，以海祇島一隅之力抗衡稻妻的幕府大軍，屢出奇謀擊退多次攻勢。旅行者（玩家角色）被幕府通緝後，加入了反抗軍並結識了珊瑚宮心海等軍中要員。期間發現有不明的勢力在暗中資助海祇島，部分反抗軍還使用以壽命換取力量的「邪眼」，而珊瑚宮心海在旅行者报告後才察覺到這些問題。最後戰爭在旅行者努力斡旋下，得以終結。
珊瑚宫心海虽然擅长兵法，军略才能出色，但因常年沉浸兵书导致在社交方面相当贫乏。她会在演讲中不自觉地手抖，也会在面临复杂的工作时不知所措，对她而言每天最快乐的事情就是完成工作后宅在家里独自研究兵书。尽管身居高位如履薄冰，但心海总体上能将海祇岛的事务处理地井井有条，海祇岛的民众也非常爱戴这位年少登高位的领袖。
托馬
配音：张沛（汉语）、森田成一（日语）、克里斯蒂安·巴納斯（英语）、柳承坤（韩语）
托馬生于蒙德，父親為稻妻人，母亲为蒙德人。父親回到稻妻後，托馬出於擔心，便一人前往稻妻，但在途中遭遇船难，抵达稻妻后已经一無所有之時。后来得到當地名門神里家的家主神里綾華所援，便成為了神里家的家臣。旅行者到了稻妻後，托馬於離島碼頭與旅行者見面，並與旅行者辦理登島手續和駐留手續。然此时的稻妻在雷电将军的统治下，推行收缴“神之眼”的“眼狩令”。但托马为反抗“眼狩令”并未交出“神之眼”。后来托馬被稻妻治安机构天领奉行抓获，為了證明「眼狩令」的成果，雷電將軍於眾人面前「狩眼」，但被旅行者救下。这也导致旅行者在稻妻遭到通缉，托馬则躲藏在木漏茶室中，直到旅行者与雷電將軍正面交锋后使“眼狩令”结束。
荒泷一斗
配音：刘照坤（汉语）、西川贵教（日语）、馬克斯·邁特爾曼（英语）、宋埈碩（韩语）
荒瀧一斗是稻妻「荒瀧派」的首領，也是稻妻現如今活躍在世人面前的唯一的鬼族青年。久岐忍是他的副手。狂放豪邁，熱愛打賭和玩樂。常常給自己發明一些狂妄自大的頭銜，格式為「荒瀧××××一斗」，例如「荒瀧天下獨尊一斗」之類。
在稻妻「眼狩令」時期，荒瀧一斗的神之眼被九條裟羅收繳，之後荒瀧一斗多次釋出復仇宣告，被九條裟羅拒絕。眼狩令解除後，一斗仍不忘向九條裟羅提出決鬥。
在天牛之章·第一幕「赤金魂」中，一斗發現青鬼一族的後人在稻妻城內搶劫、綁架，決定明面上頂替青鬼的罪名，並暗中調查此事。發現青鬼後人卓也後，一斗跟著卓也來到了卓也的據點，釋放了被關押的平民，一斗勸說卓也不要忘記鬼族的驕傲、也不要放棄生命，最後兩人都被逮捕。
五郎
配音：杨昕燃（汉语）、畠中祐（日语））、科里·易（英语）、李璽璧（韩语）
反抗军大将。遊戲中是一個使用弓的岩元素角色。
八重神子
配音：杜冥鸦（汉语）、佐倉綾音（日语）、拉塔納（英语）、文維貞（韩语）
八重神子是稻妻的鳴神大社宮司，同時是當地出版社八重堂的總編。她在先代雷電真時期就是雷神的眷屬，在雷電真隕落之後，她就成為現任雷神雷電影唯一的可以交心的摯友，雷電影甚至將珍貴的「神之心」交給她保管。八重神子不太認同雷電影追求的「永恆」，認為雷電影一直在「一心淨土」中修行，只是在逃避，也忽略世間的變化。在旅行者（玩家）到訪稻妻之後，發現旅行者能進入「一心淨土」，於是鍛煉旅行者擁有對抗雷電影的能力，希望以武力的形式讓雷電影明白當下追求「永恆」的方式是無效的。在旅行者和八重神子的努力下，雷電影改變了先前的想法，也廢除收繳神之眼的「眼狩令」。
神里綾人
配音：趙路（汉语）、石田彰（日语）、克里斯·哈克尼（英語）、張民赫（韩语）
神里家年轻有为的现任家主，为人温雅有礼，处事颇有手段。遊戲中是一個使用单手剑的水元素角色。
久岐忍
配音：咩咩（汉语）、水桥香织（日语）、基拉·巴克蘭德（英語）、金燏（韩语）
荒泷派成員，出生于巫女世家，去到璃月修学法学。遊戲中是一個使用单手剑的雷元素角色。
鹿野院平藏
配音：林景（汉语）、井口祐一 （日语）、凱伊冉·里根（英语）、鄭義陳（韓語）
天领奉行的少年侦探，才思敏捷，總掛着笑容。遊戲中是一個使用法器的風元素角色。
绮良良
配音：孙艳琦（汉语）、铃代纱弓（日语）、谷麗雅（英語）、姜恩愛（韩语）
「狛荷屋」的快递員。遊戲中是一個使用单手剑的草元素角色。
梦见月瑞希
配音：浮梦若薇（汉语）、会泽纱弥（日语）、娜奧米·麥克唐納（英语）、金曙现（韩语）
「秋沙钱汤」的大股东。遊戲中是一個使用法器的风元素角色。

### 须弥地区

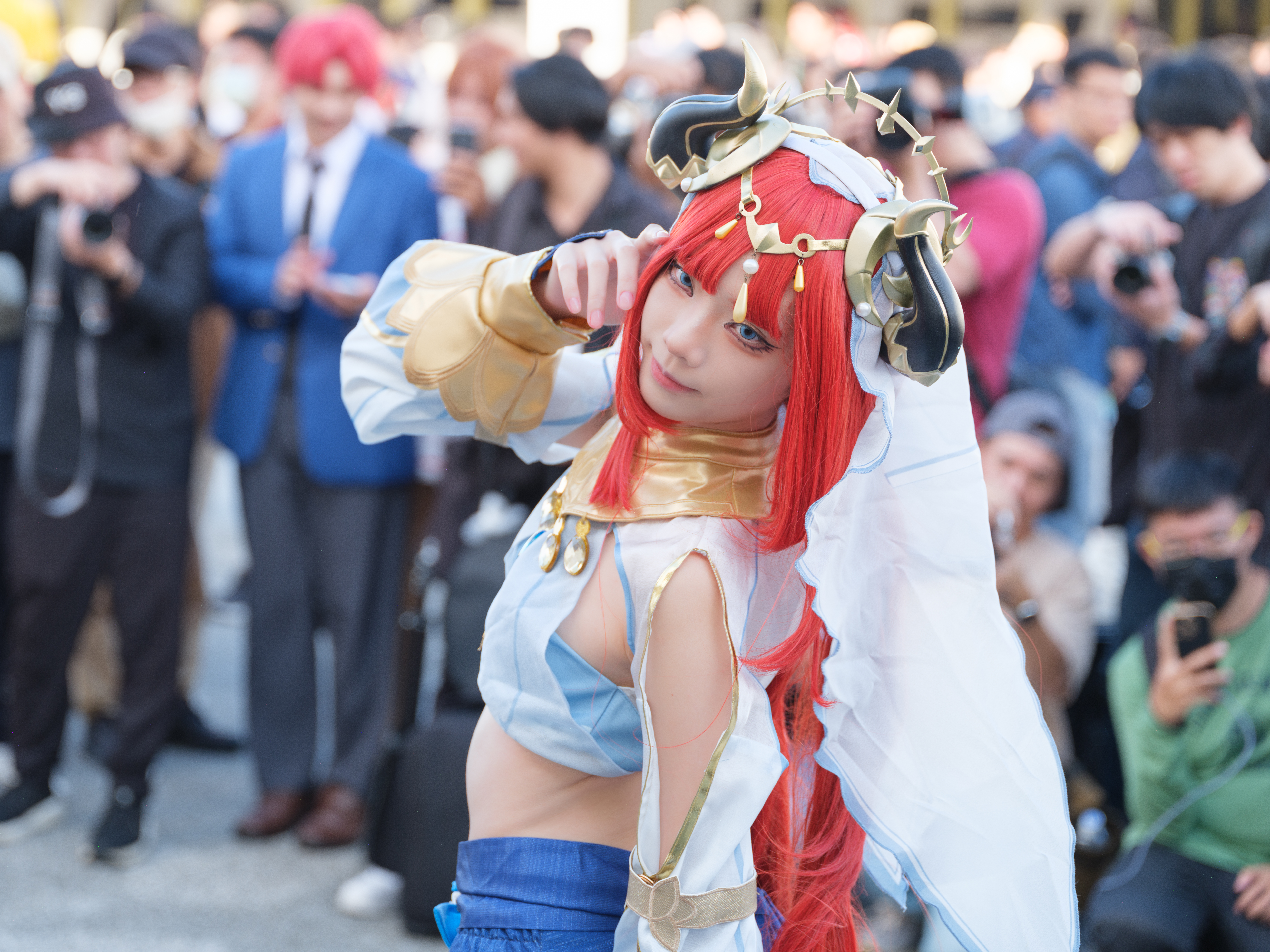
妮露的角色扮演者

須彌東鄰璃月，是尘世七国中的草之国度，信奉“智慧”之神布耶尔，以古埃及、古印度、蘇美爾、阿拉伯為原型。角色排序按官方角色列表。
“须弥”国名来自于佛教、耆那教和印度教中共同最高的圣山：须弥山。
提纳里
配音：莫然（汉语）、小林沙苗（日語）、艾利奧特·金迪 → 扎克瑞·戈登（英語）、鄭義宅（韓語）
道成林的巡林官。游戏中是一个使用弓的草元素角色。
柯莱
配音：秦文静（汉语）、前川涼子（日语）、克里斯蒂娜·科斯特洛（英語）、房翅於（韓語）
柯萊是《原神》前傳漫畫中的主角。須彌出身的柯萊年幼時患上了絕症魔麟病，母親將她送到自稱是幫助感染者的救助組織，實際上組織是愚人眾為了人體實驗而設立的。在實驗中柯萊獲得操縱黑色火焰的能力，身體也備受這股力量折磨，她逃離了組織開始四處流浪，伺機向愚人眾報復。在途經蒙德一地時她獲得西風騎士團安柏的熱情款待並成為好友，騎士團的麗莎了解情況後請來須彌的賽諾幫忙，成功封印了柯萊的黑焰能力，之後柯萊就隨賽諾回到了須彌治療。達到須彌後，柯萊成為提納里的徒弟，並接受他的治療，而且在化城郭任見習巡林員。直到旅行者（玩家角色）完成主線須彌篇的劇情，和納西妲聯手解決世界樹的污染問題，作為污染一部分的魔麟病才連帶消失。
多莉
配音：王曉彤（汉语）、金田朋子（日语）、安潔麗·庫娜帕內妮（英語）、李明浩（韓語）
须弥神出鬼没的大商人，经营各种罕见的宝石和药材。游戏中是一个使用雙手劍的雷元素角色。
賽諾
配音：李轻扬（汉语）、入野自由（日語）、亞歷杭德羅·薩博（英語）、李宇梨 → 鄭義陳（韓語）
須彌教令院的大風紀官。遊戲中是一個使用長柄武器的雷元素角色。
坎蒂絲
配音：张琦（汉语）、柚木涼香（日語）、莎蕾·科爾比（英語）、全暎洙（韓語）
位於沙漠的阿茹村「守衛者」。遊戲中是一個使用長柄武器的水元素角色 。
妮露
配音：紫蘇九月（汉语）、金元壽子（日語）、丹尼·錢伯斯（英語）、綵玪（韓語）
「祖拜爾劇場」的舞者。遊戲中是一個使用單手劍的水元素角色。

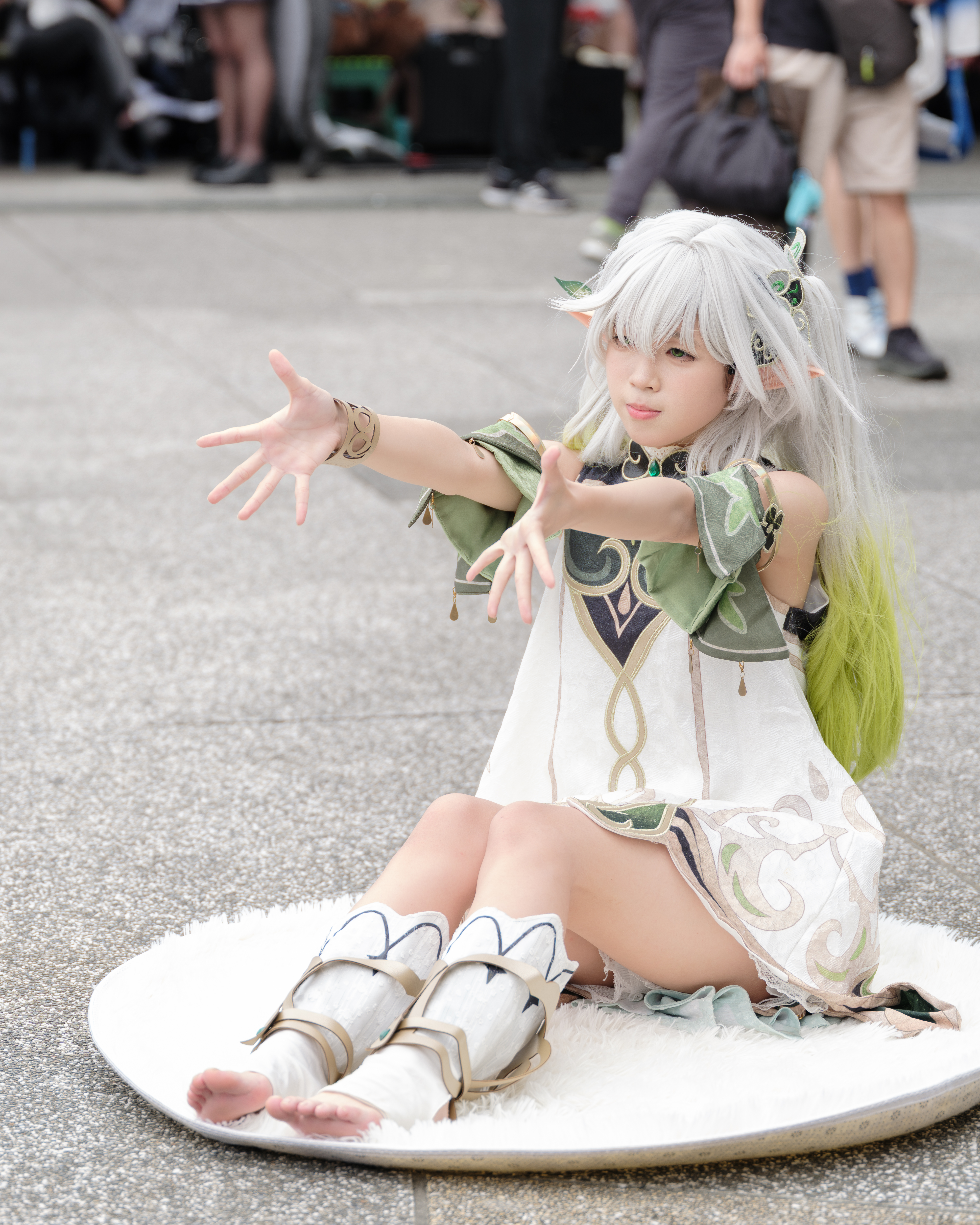
納西妲的角色扮演者

納西妲
配音：花玲（汉语）、田村由香里（日語）、金伯利·安妮·坎貝爾（英語）、朴恃奫（韓語）
納西妲是遊戲主線劇情須彌篇的核心角色，她是遊戲內七神中最年輕的神明，神名為「布耶爾」。須彌的前任神明「大慈樹王」擁有極高的聲望，她建立了教令院協助管理須彌，還建立一套可以通過夢境傳播和接收知識的虛空系統。在大慈樹王隕落後，領導教令院的賢者找到了繼承者「小吉祥草王」納西妲。納西妲有神的權能，但是沒有前任的智慧去解決世界樹的問題，因此被推崇智慧的賢者們輕視，賢者利用大慈樹王建造的淨善宮軟禁了納西妲，只讓她維持虛空系統，對外一直刻意削弱她的存在感。面對賢者的不信任，納西妲開始通過虛空去學習以期成為合格的神明，還暗地裡以虛空為中介力所能及地幫助須彌的信眾。五百年後，賢者在愚人眾的博士蠱惑下，決定與之合作利用稻妻獲得的神之心，將「散兵」打造成新的神明取代納西妲。為了加快開發工作，賢者利用虛空系統收割須彌民眾的夢境，民眾因此陷入無止境的循環夢境中，剛好在須彌的旅行者也困在其中，由於旅行者特殊的體質，他很快察覺到異常，在納西妲的幫助下旅行者中止了夢境。
之後兩人開始合作調查賢者的造神計劃，調查很快在博士的插手下中斷，納西妲更失去控制虛空的能力，徹底斷絕了外界的聯絡。接著旅行者沿著先前納西妲的建議，前往須彌的沙漠地區尋找助力，並在當地與賽諾、艾爾海森等人組成了營救小隊，最後成功救出了納西妲。旅行者更在納西妲的幫助下，擊敗成神的散兵。在擁有兩枚神之心後，納西妲終於有能力讀取大慈樹王留下的意志，並得知了解決世界樹問題的方法。過去與大慈樹王並肩的赤王污染了世界樹，兩人合力抑制了污染的擴散，只是身為世界樹一部分的大慈樹王也受到了污染，為了根除問題，大慈樹王用淨化後的世界樹樹枝創造了自己的分身納西妲，並等待納西妲成長後能徹底淨化自己。納西妲完成了淨化的工作不久，黃雀在後的博士再度登場，兩人用神之心進行了交易。事件之後，重獲自由的納西妲重組了教令院，並決定關閉虛空系統。
萊依拉
配音：侯小菲（汉语）、富田美憂（日語）、阿希禮·比斯琪（英語）、姜新春（韓語）
就讀於梨多梵諦學院，飽受睡眠不足之煎熬。遊戲中是一個使用單手劍的冰元素角色。
流浪者
配音：鹿喑（汉语）、柿原彻也（日語）、派屈克·佩德拉薩（英語）、閔丞釪（韓語）
流浪者是稻妻神明雷電影製造的人偶，流浪者誕生之初由於性格軟弱被雷電影視為失敗品，雷電影封印了流浪者的力量並將他棄置在踏鞴砂的「借景之館」中。一天，偶然闖入借景之館的桂木將流浪者帶入人類社會，桂木見流浪者不願談及出身，於是為他偽造了失憶迷路的身份。不久流浪者就融入了踏鞴砂的村落之中，還接受名刀匠丹羽久秀傳授鍛刀技巧，由於其衣著華麗，村民稱他為「傾奇者」。後來，愚人眾執行官「博士」假扮成楓丹技師在踏鞴砂建起了大型的熔爐，熔爐很快出現意外，洩露大量毒氣。流浪者決定利用自己的身份向雷電影求助，吃了閉門羹，只獲得八重神子的協助。隨即流浪者返回踏鞴砂，利用博士給與的「淨化裝置」，親自關閉了熔爐。博士殺害了丹羽，並謊稱丹羽跑路，並命令流浪者去執行危險的關閉熔爐任務，流浪者感覺遭到背叛，改名「國崩」，離開了稻妻並開始仇視雷電影和踏鞴砂的刀匠。愚人眾也藉機邀請流浪者加入，賜名為「斯卡拉姆齊」，代號「散兵」。為了復仇，他幾乎殺光了稻妻五大刀匠流派的後人，還參與奪取稻妻神明權柄象徵「神之心」的行動。
為了證明自己不是失敗品，流浪者更接受博士的改造，得以使用神之心，成為「正機之神」，意欲取代須彌神明納西妲。流浪者被旅行者（玩家）擊敗後，成為愚人眾的棄子。由於短暫成為神明，擁有部分神明的權柄，納西妲與流浪者達成交易，讓其前往記錄世界一切資訊的世界樹內幫忙尋找資料。旅行者隨行監視流浪者，流浪者藉此機會，通过世界樹得知過去踏鞴砂的真相，他沒有被丹羽等人背叛。由於修改世界樹記錄的資訊也會影響現實，他在完成納西妲的任務後，消除世界樹裡關於自己的存在，以期拯救丹羽等人，同時為此贖罪。旅行者作為外來者，不受世界樹影響，過去的歷史沒了流浪者的身影，但是丹羽等人的遭遇沒有變化，旅行者將流浪者的行為告訴了納西妲。納西妲雖然忘記了對方，但也預判了流浪者的行為，將他的記憶以童話方式加密保存下來。納西妲認為流浪者還存在，旅行者也很快在須彌遇到對方，對方一直四處流浪，對於旅行者說的事情，流浪者坦然接受，並接納自己的過去。在恢復記憶後，他請求旅行者為其取一個新的名字。
琺露珊
配音：阎萌萌（汉语）、堀江由衣（日語）、嬋達妮·帕雷克（英語）、金愈琳（韓語）
就讀室羅婆耽學院，研究領域在知論派中被認為過時。精通機關術，收到妙論派學者的推崇。遊戲中是一個使用弓的風元素角色。
艾爾海森
配音：杨超然（汉语）、梅原裕一郎（日語）、納齊耶·塔爾沙（英語）、田昇和（韓語）
艾爾海森是須彌教令院知論派學者，也是教令院的現任書記官。他以理性見長，在教令院中卻主動遠離政治中心，以讀書為樂。草神納西妲也稱讚他「每時每刻都在保持思考」。他與卡維是室友。
在遊戲主線劇情的須彌篇中，艾爾海森與旅行者在奧摩斯港碰面，旅行者在艾爾海森的幫助下獲得了名為「神明罐裝知識」的情報。後來，旅行者前往沙漠尋求解救被教令院囚禁的小草神納西妲的辦法，艾爾海森決定與旅行者同行，並在過程中與賽諾、迪希雅等人合作，揭開了教令院的陰謀。眾人最終結為同盟，策劃了一系列顛覆智慧宮政權的行動，將小草神救出。在推翻教令院政權之後，小草神出面重新推選了教令院六賢者，艾爾海森擔任代理賢者。小草神希望艾爾海森擔任「大賢者」，被艾爾海森拒絕；在艾爾海森的支線故事後，艾爾海森更打算辭去代理賢者的職務，做回書記官。
迪希雅
配音：陈雨（汉语）、福原綾香（日語）、安柏·梅（英語）、金琄心（韓語）
須彌沙漠地區傭兵出身，遊戲中是一個使用雙手劍的火元素角色。
卡維
配音：刘三木（汉语）、内田雄马（日語）、本·巴爾馬塞達（英語）、李楨敏（韓語）
教令院的建筑设计师，遊戲中是一個使用雙手劍的草元素角色。
賽索斯
配音：李兰陵（汉语）、千葉翔也（日語）、澤諾·羅賓遜（英語）、金东炫（韓語）
沙漠組織緘默之殿的領導者，遊戲中是一個使用弓的雷元素角色。

### 楓丹地区

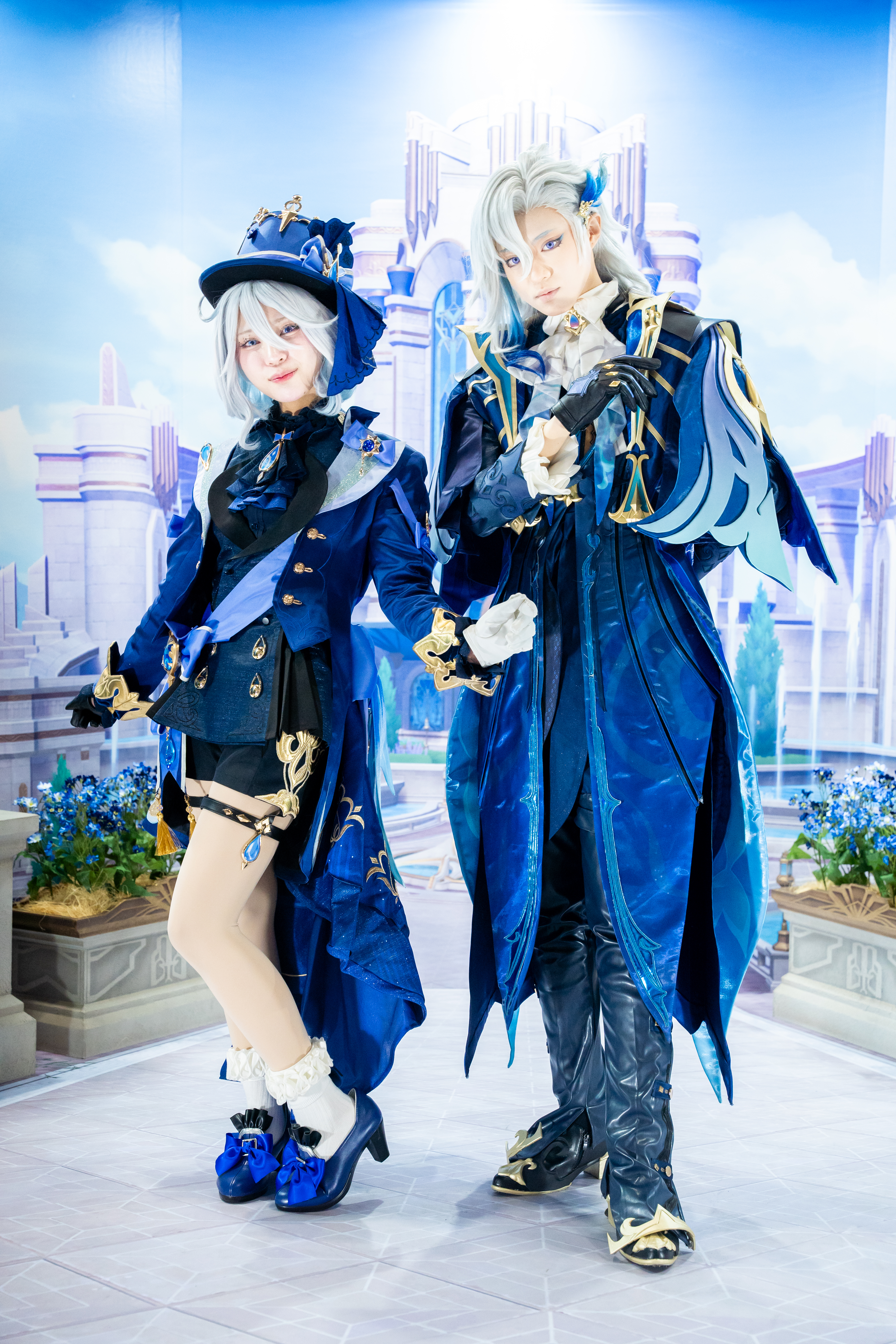
芙寧娜（左）和那維萊特（右）的角色扮演者

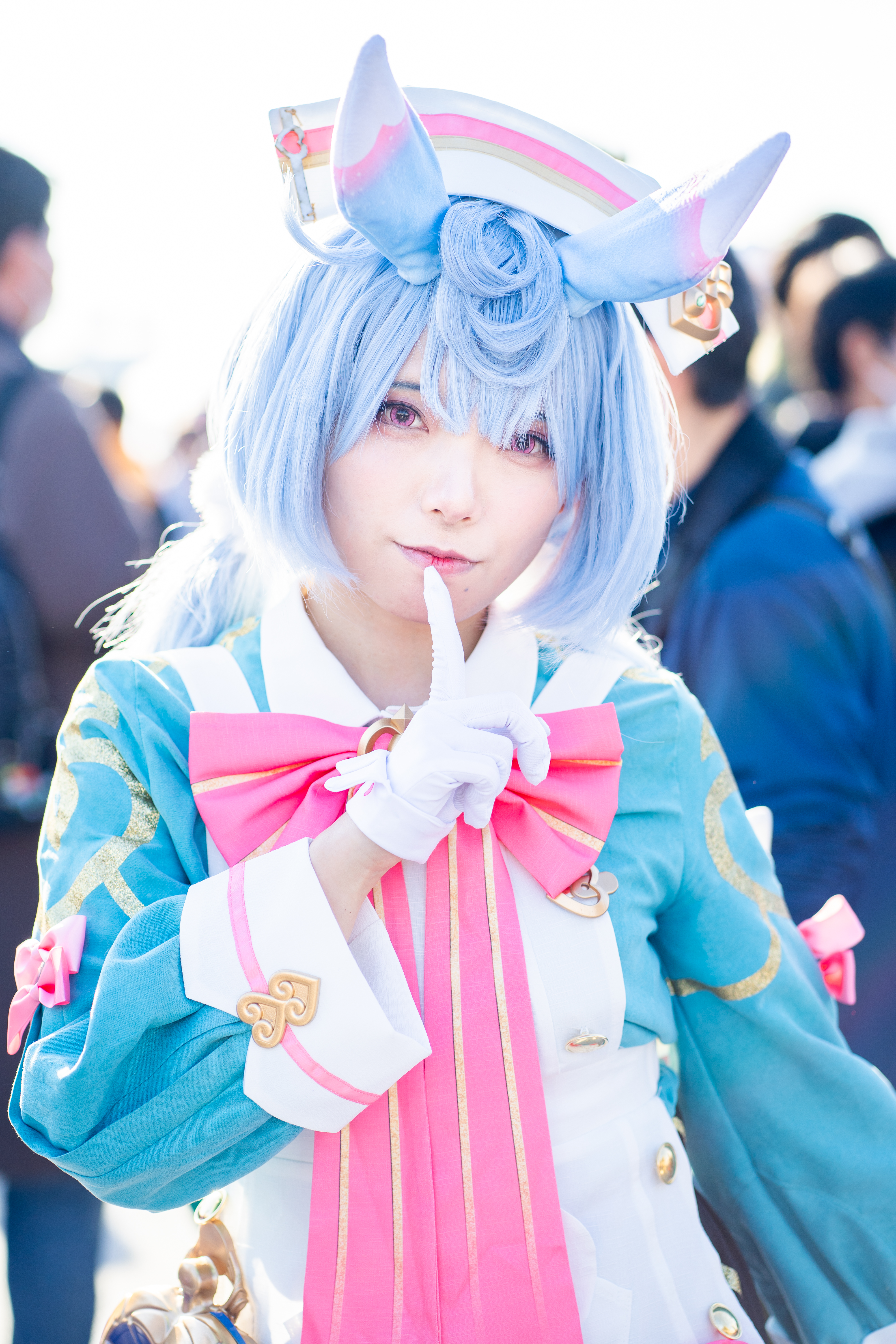
希格雯的角色扮演者

枫丹南邻须弥，是尘世七国中的水之国度，信奉“正义”之神芙卡洛斯，以法国等欧洲国家為原型。角色排序按官方角色列表。
“枫丹”则是法语中喷泉“Fontaine”的音译，国名也可能同时源自法国著名景点枫丹白露。
林尼
配音：锦鲤（汉语）、下野纮（日语）、達曼·米爾斯（英语）、朴成楹（韩语）
枫丹的魔术师。游戏中是一个使用弓箭的火元素角色。
琳妮特
配音：可可味（汉语）、篠原侑（日语）、阿奈麗絲·基尼奧內斯（英语）、李瑟琳娜（韩语）
林尼的妹妹、魔术助手。游戏中是一个使用单手剑的风元素角色。
菲米尼
配音：锦鲤（汉语）、土岐隼一（日语）、小保羅·卡斯楚（英语）、李周承（韩语）
林尼和琳妮特的弟弟，枫丹的潜水员。游戏中是一个使用双手剑的冰元素角色。
那維萊特
配音：桑毓泽（汉语）、神谷浩史（日语）、雷·切斯（英语）、郭允相（韩语）
那維萊特是遊戲主線劇情楓丹篇的核心角色之一，是提瓦特原初水之龍王的轉世。原初的水龍王在「葬火之戰」中隕落，古龍大權被僭位者奪去，分配給水之執政。因爲淵下宮的深海龍蜥進化出了冰與雷兩種元素，元素力不再純粹，故新的水龍王以人的形態的誕生，即爲那維萊特。應水神芙卡洛斯邀請，也爲了認清自己作爲「人形水龍」存在的意義，那維萊特擔任了楓丹法庭的最高審判官。
在主線劇情的楓丹篇中，旅行者（玩家）在楓丹「歐庇克萊歌劇院」內與那維萊特相識。經過了兩場審判之後，旅行者瞭解到楓丹人被溶解而滅國的預言危機。那維萊特和旅行者建立了友誼，並解答了旅行者關於其妹妹的問題。在愚人眾的介入下，那維萊特請求旅行者協助調查楓丹監獄「梅洛彼得堡」中愚人眾執行官「公子」失蹤的真相，旅行者在與「梅洛彼得堡」典獄長萊歐斯利的交涉中認識到楓丹預言危機的真實性。後來，「梅洛彼得堡」的水閘決口，那維萊特出面封印了水閘，也向旅行者承認了其真實身份爲水龍王。楓丹預言危機迫在眉睫，那維萊特和旅行者策劃了對芙寧娜的審判，希望從芙寧娜口中得到真相，卻見證了真正的水神芙卡洛斯的自殺。芙卡洛斯藉助自殺摧毀了水神神座，將神座的權柄「古龍大權」歸還給那維萊特，使那維萊特成爲「完全之龍」。完全體的那維萊特和旅行者一起擊敗了楓丹預言危機的幕後真兇「吞星之鯨」，拯救了楓丹，同時利用已歸還的力量完成了芙卡洛斯最後的遺願，將楓丹人民變為真正的人類。而在芙寧娜退位之後，那維萊特全面接管楓丹統治。
莱欧斯利
配音：刘北辰（汉语）、小野大辅（日语）、喬·齊賈（英语）、權昌旭（韩语）
莱欧斯利是枫丹水下监狱「梅洛彼得堡」的典狱长。他是孤儿出身，在成为典狱长之前曾是梅洛彼得堡的囚犯。少年时期，他发现伪善的养父母收养孤儿只是为了虐待和贩卖，于是杀死养父母，解救同伴并逃离寄宿家庭，因此被判有罪入狱。他在危险混乱的监狱中一边隐忍，一边靠打黑拳积蓄财富、力量和声望。入狱多年后，莱欧斯利在监狱内有了极高的声望，监狱管理人却借机夺走他的全部财富。莱欧斯利于是向他发起对决，在其临阵脱逃后接管了梅洛彼得堡，成为监狱新任总管。上任后，莱欧斯利管理有方，推行一系列改革，在监狱内建立了完善的秩序，获封「公爵」称号。
在游戏主线剧情枫丹篇中，旅行者（玩家）在枫丹最高审判官那维莱特的请求下，假扮囚犯深入梅洛彼得堡调查愚人众执行官“公子”失踪的真相，因此与莱欧斯利结识。旅行者和同样前来调查的愚人众林尼兄妹发现监狱内隐藏了诸多秘密，莱欧斯利则将计就计引导他们。在追问下，莱欧斯利最终向旅行者证实，枫丹面临危机，即将被上涨的「原始胎海之水」淹没。他还向旅行者展示了监狱禁区内隐藏的防护闸门和自己派人研究建造的维恩歌莱号大船。原始胎海之水压力节节升高，防护闸门失守，莱欧斯利用冰元素的力量，在决斗代理人克洛琳德的协助下暂时稳住原始胎海之水，直至旅行者找到那维莱特赶到现场将其重新封印。危机暂时解除后，莱欧斯利允许旅行者自由出入梅洛彼得堡，在监狱内也能享受优待。一段时间后，枫丹预言危机最终爆发，莱欧斯利率人驾驶维恩歌莱号大船，在洪水中救援枫丹民众。灾难平息后，他拒绝了记者夏洛蒂的采访要求，但允许她在梅洛彼得堡内拍摄。
芙寧娜
配音：钱琛（汉语）、水瀨祈（日語）、安柏·李·康納斯（英語）、金荷英（韓語）、希西莉亞·卡拉（音樂劇演唱）
芙寧娜是遊戲主線劇情楓丹篇的核心角色，她是統治楓丹水神芙卡洛斯的人類分身。前任水神厄歌莉婭，利用原始胎海之水（胎海水）讓眷屬「純水精靈」化為人類，這招致統治提瓦特之神「天理」的憤怒。天理預言未來楓丹會被洪水淹沒，楓丹人會再次變回純水精靈，徒留水神坐在神座上哭泣。厄歌莉婭無力對抗天理，她傳位芙卡洛斯後就離世。芙卡洛斯思考了很久，決定謹慎行事，她製造了人類分身芙寧娜，讓芙寧娜假扮自己欺騙天理，同時積攢力量破壞自身的神格，將其力量歸還給能應對災難的水龍王。她邀请了現任水龍王那維萊特擔任楓丹的最高審判官，希望那維萊特慢慢融入楓丹，對民眾產生同理心。此外，還警告芙寧娜不能暴露自己的身份，同時以詛咒的方式讓芙寧娜獲得永生，自身潛伏在「諭示裁定樞機」内，靠審判收集楓丹民眾信仰積攢力量。為了徹底保密，芙寧娜對計劃的內容一無所知，就這樣芙寧娜扮演了楓丹水神五百年，為了取信楓丹民眾，她必須時刻表現出自信，維持神明的形象。漫長的時間只剩下煎熬，預言的壓力，民眾的期望，無法傾訴的孤獨更讓她身心疲憊。
洪水預言不知何時在楓丹流傳，各方勢力為了拯救楓丹展開行動。梅洛彼得堡管理者萊歐斯利應對預言建造大型方舟，楓丹出身的愚人眾執行官「仆人」調動大量人手調查預言，仆人更屢次試探芙寧娜是否有解決預言的方案，那維萊特也利用能力壓制過失控胎海水的洩露。旅行者（玩家）前往楓丹找水神時，無意捲入少女连环失踪案中。在調查期間，楓丹人接觸胎海水會化為水的情況被民眾得知，引起民眾恐慌。案件讓預言一事廣為流傳，民眾希冀身為水神的芙寧娜能給與應對預言的方案，但是芙寧娜一直以各種理由推脫，由此各方勢力紛紛質疑芙寧娜的能力和身份。不久，楓丹低窪地區白淞鎮出現了胎海水洩露，多名居民化為水。事件促使部分勢力聯合旅行者使用非常手段，逼迫芙寧娜回應預言應對方案。他們將芙寧娜送上法庭，由旅行者指控芙寧娜不是水神為突破口。芙寧娜無法回應相關質疑而敗訴，這場審判也讓芙卡洛斯收集到足夠毀滅神座的力量。芙卡洛斯將那維萊特拉入特殊的空間中，耐心解釋了拯救楓丹的計劃，接著她犧牲了自己，將神格的力量歸還給那維萊特。那維萊特也遵循她的遺願，獲得神格的水龍王將全部楓丹人變成真正的人類，不再受胎海水影響。那維萊特和旅行者更進入到原始胎海中，解決了擾動胎海水到楓丹的「吞星之鯨」。儘管戰鬥波動讓洪水淹沒了楓丹，但是楓丹人都活了下來。
事後，芙寧娜不再扮演水神，過上普通人的生活，對外則宣稱芙寧娜耗盡神力而退位。後來的某一天，本來厭倦表演的芙寧娜，決定幫助一個落魄劇團的息影演出，演出劇目的女主角有著與芙寧娜類似的遭遇，在登台演出時芙寧娜解開了心結，同時獲得了水元素的「神之眼」。
夏洛蒂
配音：阮从青（汉语）、和氣杏未（日語）、瑪雅·奧吉·塔圖（英語）、辛溫柔（韓語）
楓丹《蒸汽鳥報》的記者。遊戲中是一個使用法器的冰元素角色。
娜維婭
配音：小敢（汉语）、豐崎愛生（日語）、布倫娜·拉爾森（英語）、丁海恩（韓語）
刺玫會會長。遊戲中是一個使用雙手劍的岩元素角色。
夏沃蕾
配音：潘丹妮（汉语）、下地紫野（日語）、艾莉卡·林貝克（英語）、蔡敏智（韓語）
楓丹執法部門特巡隊的隊長。遊戲中是一個使用長柄武器的火元素角色。
千織
配音：陈阳（汉语）、竹達彩奈（日語）、布蘭特妮·勞達（英語）、李多恩（韓語）
稻妻出身的裁錦師，是楓丹廷服裝店「千織屋」店長。遊戲中是一個使用單手劍的岩元素角色。
「僕人」阿蕾奇諾
配音：黄莺（汉语）、森奈奈子（日語）、艾琳·伊維特（英語）、李明禧（韓語）
阿蕾奇諾是愚人眾十一執行官第四席「僕人」，也是愚人眾營運的育幼院壁爐之家之主。
阿蕾奇諾本名佩露薇利·雪奈茨芙娜，是來自古代王國赤月王朝的孤兒，被前代執行官「僕人」庫嘉維娜收養。庫嘉維娜希望以「大逃殺」的方式決出壁爐之家的接班人，殘酷無情的統治讓佩露薇利、以及庫嘉維娜的親女兒克雷薇兩人決定反抗。她們嘗試了各種方法，但都以失敗告終。最終在十六歲時，無法反抗又無法逃離的克雷薇決定主動死在佩露薇利的手下。一年之後，臥薪嚐膽並獲得了神之眼的佩露薇利終於殺死了庫嘉維娜，在冰之女皇麾下成為了新的「僕人」，被女皇賜名為阿蕾奇諾。阿蕾奇諾接管了壁爐之家，捨棄了前代「母親」的稱謂，改稱自己為「父親」。在阿蕾奇諾的管理下的壁爐之家，阿蕾奇諾成為了孩子們信任與尊重的「父親」，孩子們也獲得了選擇自己命運的自由。
壁爐之家既是育幼院，也是愚人眾的情報機構。阿蕾奇諾在提瓦特各地收養孤兒，將他們培養成為愚人眾的特務，執行作戰任務或者潛入各組織開展間諜活動。在壁爐之家長大的孩子，男性取姓氏為「雪奈茨維奇」，女性則為「雪奈茨芙娜」，意為「雪的兒子/女兒」。在須彌的支線任務「森林書」中記錄了壁爐之家的歌謠：「……我將是善中之惡、藥中之毒、羔羊中的狼、金杯中的水銀，與勝過血之兄弟的兄弟別離，為勝過血之父母的父母效命。」在阿蕾奇諾成為壁爐之家之主之後，阿蕾奇諾將許多先前的規則都做了調整，包括不再以死作為決鬥的代價等。
克洛琳德
配音：赵涵雨（汉语）、石川由依（日語）、克麗絲托·李（英語）、申娜利（韓語）
楓丹的決鬥代理人，負責應對不滿審判庭判決，申請代理決鬥的人。遊戲中是一個使用單手劍的雷元素角色。
希格雯
配音：赵爽（汉语）、木野日菜（日語）、莎拉·威廉斯（英語）、（韓語）
楓丹監獄梅洛彼得堡的護士長。遊戲中是一個使用弓的水元素角色。
艾梅莉埃
配音：木子橙（汉语）、日笠陽子（日語）、安柏·阿維爾斯（英語）、權觰壡（韓語）
楓丹知名香水設計師，遊戲中是一個使用長柄武器的草元素角色。
愛可菲
配音：蔡海婷（汉语）、佐藤聰美（日語）、艾蜜莉·凱斯（英語）、孫貞旻（韓語）
楓丹前德波大飯店主廚，遊戲中是一個使用長柄武器的冰元素角色。

### 納塔地區
纳塔位于须弥千壑沙地以西，是尘世七国中的火之国度。由六大部族合并而来，信奉“战争”之神或称火之魔神的当代火神玛薇卡。角色排序按官方角色列表。
瑪拉妮
配音：王曉彤（汉语）、東山奈央（日語）、（英語）、金度希（韓語）
流泉之眾部族成員，是當地水上用品商店店主。遊戲中是一個使用法器的水元素角色。
卡齊娜
配音：靜宸（汉语）、久保百合花（日語）、克里斯汀·麥奎爾（英語）、孫仙榮（韓語）
回聲之子部族成員，遊戲中是一個使用長柄武器的岩元素角色。
基尼奇
配音：斑马（汉语）、杉山纪彰（日語)、約翰·帕特諾德 → 高梨慈永小舞（英語）、姜聲宇（韓語）
库胡勒阿乔配音：弭洋（汉语）、竹内顺子（日語)、阿比·埃斯皮里圖（英語）、朴利娜（韓語）
懸木人部族成員，是當地出名的獵人，遊戲中是一個使用双手剑的草元素角色。
希诺宁
配音：弭洋（汉语）、菲鲁兹·蓝（日語)、貝絲·柯瑞（英語）、金怡侒（韓語）
回声之子部族成員，是當地的鍛造師。遊戲中是一個使用单手剑武器的岩元素角色。
恰斯卡
配音：张若瑜 （汉语）、甲斐田裕子 （日語)、勞倫·阿曼特（英語）、秀晛（韓語）
花羽會部族成員，是當地的調停人。遊戲中是一個使用弓的風元素角色。
歐洛倫
配音：梁达伟（汉语）、近藤隆（日語)、內森·諾克斯（英語）、徐正益（韓語）
煙迷主部族成員。遊戲中是一個使用弓的雷元素角色。
玛薇卡
配音：李晔（汉语）、小松未可子（日語)、卡蒂安娜·薩爾基西安（英語）、金拏燏（韓語）
纳塔的领袖。遊戲中是一個使用双手剑的火元素角色。
茜特菈莉
配音：柳知萧（汉语）、田野麻美（日語)、斯凱勒·達文波特（英語）、李珢造（韓語）
煙迷主部族里的传奇祭司。遊戲中是一個使用法器的冰元素角色。
瓦雷莎
配音：乔苏（汉语）、M·A·O（日語)、（英語）、金睿臨（韓語）
沃陆之邦的战士兼果园主。遊戲中是一個使用法器的雷元素角色。
伊安珊
配音：真理（汉语）、大桥彩香（日語)、卡特里娜·索爾茲伯里（英語）、李在峴（韓語）
沃陸之邦部族成員，當地健身教練。遊戲中是一個使用長柄武器的雷元素角色。
伊法
配音：吕书君（汉语）、寺島惇太（日語)、強尼·洛奎斯托（英語）、朴基旭（韓語）
咔庫庫配音：吕书君（汉语）、小松昌平（日語)、多米尼克·卡特拉姆博內（英語）、朴基旭（韓語）
花羽會部族成員，當地的獸醫，身邊跟著絨翼龍夥伴「咔庫庫」。遊戲中是一個使用法器的風元素角色。
絲柯克
配音：谢莹（汉语）、能登麻美子（日語)、卡特·普罗塔诺（英語）、徐多慧（韓語）
達達利亞的師傅。遊戲中是一個使用單手劍的冰元素角色。
伊涅芙
配音：美加（汉语）、中島愛（日语）、安吉莉娜·丹妮爾·卡馬（英语）、成叡元（韩语）
發明家愛諾製作的家用機器人。遊戲中是一個使用長柄武器的雷元素角色。

### 联动角色
配音：沐霏（汉语）、高垣彩阳（日语）、（英语）、趙玄正（韩语）
来自诺拉的机敏猎手。随时能为正当之事挽弓放箭。是《原神》与《地平線》系列游戏的联动角色。遊戲中是一個使用弓的冰元素角色。

## 其他主要角色

### 至冬地區
至冬是塵世七國中的冰之國度，信奉冰之女皇。冰之女皇旗下的愚人众，為遊戲中的主要敵人（然而在劇情的走向顯示，部分角色是亦敵亦友的角色），領導組織為首有十一位执行官，其中「公子」達達利亞、「散兵」斯卡拉姆齊、「僕人」阿蕾奇諾分別在璃月篇、須彌篇、楓丹篇作為可玩角色登場。
「女士」席諾拉
配音：子音（汉语）、庄子裕衣（日语）、梁靜花 （韩語）
本名罗莎琳·克鲁兹希卡·洛厄法特，原是蒙德人，但因愛人在蒙德离开，之后被拉进愚人眾，是愚人眾執行官中的第八席，在蒙德襲擊了旅行者和溫迪二人後奪取了溫迪的神之心；後在与旅行者的御前決鬥中失败，被雷電將軍降下神罚而死。在游戏第二章作为最终Boss出场。
「博士」多託雷
配音：吴磊（汉语）、關俊彥（日語）、 & 馬修·格林鮑姆（英語）、朴成泰（韓語）
愚人众執行官中的第二席。曾經是須彌教令院學生。在須彌透過「虛空終端」控制人們襲擊旅行者。
「隊長」卡皮塔諾
配音：王瑋（漢語）、成田劍（日語）、克里斯·特格利亞費拉（Chris Tergliafera）（英語）、閔應植（韓語）
愚人眾執行官第一席。本名瑟雷恩，500年前為坎瑞亞的軍官，統領坎瑞亞的「天柱騎士」。在5.0版本「榮花與炎日之途」登場，與夜神融為一體，成為地脈的主人，而最終沉眠在奧奇卡納塔。

### 坎瑞亚
遊戲中曾經的人類國家，在數百年前被七神所滅。坎瑞亞的遺民和戰爭機器為遊戲中主要怪物。
戴因斯雷布
配音：孙晔（汉语）、津田健次郎（日语）、尤里·洛文塔爾（英语）、崔漢（韩语）
神秘的黑衣男子，地底古國坎瑞亞宮廷衛隊的末代隊長，人稱「末光之劍」。在坎瑞亞滅亡後于提瓦特大陸四處流浪，指引旅行者揭開一切的真相。

## 反響及評價
《原神》中眾多令人難忘的角色被視為是遊戲的流行和受歡迎的重要因素。Screen Rant的利亞納·薩加認為《原神》的角色是遊戲最吸引人地方之一，遊戲對角色的塑造讓人印象深刻。

### 角色配音
Kotaku的華裔編輯姜思琪評論遊戲的英文配音本地化做的不夠好，他指出不少角色的中文配音和英文配音塑造出來的角色形象完全不同，英配大多有不自然的誇張個性，要麼比中配塑造的形象更為傲慢，如遊戲中負責導航的派蒙，中配的派蒙像是真正的朋友，而英配像是經典的動畫角色，還使用令人討厭的第三人稱和旅行者（玩家）對話；稻妻的雷電將軍和九條裟羅角色設定中是傲慢的角色，但是加入玩家隊伍後也有溫柔的一面，在中配會表現出類似女性長輩的方式去關心玩家，而英配演繹出來的就是單一的女老闆形象等等。遊戲中儒雅隨和的男性角色，一般出身的男性角色在日文配音和英文配音的演繹上傾向硬派風格，很明顯受到好萊塢長久塑造的男性形象所影響。璃月地區的角色名字為中文，英配音員大多只負責過日本動畫的配音工作，他們經常使用日語發音去念角色名字，也無法正確念出璃月地區的角色名字。PCGamesN評論員伊森·安德森也指出部分玩家質疑英配音員並沒有正確念出須彌地區角色名字。
同一個角色由於不同配音員對角色的了解不同，演繹出各自的風格，如煙緋的日文配音和其他語種相比更為成熟，曾引起日語和中國大陸地區玩家對日配演出的質疑和抱怨。也有因為文化差異導致不同語種間配音風格不同，如芭芭拉早期的英文配音風格和其他語種相比熱情活潑，更符合歐美的偶像形象，後來製作組統一配音風格，引起英語地區玩家的不滿，Kotaku為此還專門聯絡米哈遊詢問為何作出這種改變。

### 角色設計
評論員和玩家對角色形象設計的批評主要集中在刻板印象和文化挪用，PC Gamer曾報道部分玩家對在遊戲中怪物「丘丘人」的設定存在不滿，2021年4月在Twitter上出現#抵制原神（#boycottgenshinimpact）的話題，事情起源於網友「venluvr」截取了米哈遊製作人員分享丘丘人設計靈感的視頻，認為製作人員設計時參考了美國原住民的舞蹈，一些網友指出這種設計存在文化挪用。話題後來也延展到遊戲中膚色較黑的凱亞和辛焱上，有網友表示遊戲劇情中提到其他角色對膚色較黑的辛焱有恐懼，似乎和黑人讓人恐懼的刻板印象有關聯；凱亞的英文角色描述用到「異國情調」（exotic）一詞，這個形容詞被視為對有色人種不適當，英文相關描述後來也修改了。評論員Rui Zhong在Polygon摘文批評參考中東和南亞文化設計的須彌角色存在膚色歧視，女性角色衣著暴露。ScreenRant的編輯奧斯汀·金則指出隨著角色數量的增加，部分角色已經出現相似的設計，如空和楓原萬葉在臉型和髮型都十分相似，他認為製作組在未來很難保持角色之間差異化。
遊戲的可玩角色性別比例也備受評論員和玩家關注，在早期遊戲版本，可玩角色以女性為主，其中稻妻版本登場的五星角色男女比例為2比7，須彌版本後男性角色比例增加，從3.3版本到4.1版本近一年時間，遊戲推出的新五星角色皆為男性。ScreenRant的阮艾米曾批評早期遊戲版本的角色男女比例不合理，五星角色中女性角色佔絕大多數。其中火元素的五星角色除迪盧克以外都是女性角色，而且都合適作為核心主力；相反風元素的五星角色除琴以外都是男性角色，此外岩元素的五星角色全是男性角色；雷元素角色只有遊戲早期推出的雷澤為男性外，其餘都是女性。Game Rant另一個評論員安娜質疑遊戲中可玩角色的五星和四星劃分標準，一些在遊戲傳聞中十分強大的角色被設定為四星角色，如被譽為須彌學院兩百年來最優秀的天才麗莎設定為四星，璃月七星中的凝光設定為四星，而與她同為七星的刻晴則被設定為五星。她猜測米哈遊的標準可能不是基於角色背景設定，而是以角色形象設計是否受到市場追捧決定。觸樂編輯熊冬东表示由於早期遊戲女性角色為主，導致部分玩家批評一些女性角色的設計明顯討好男性玩家。隨著後續版本一年不推出女性五星角色，這些批評才消失。但是與此同時，一些男性玩家在論壇艾泽拉斯国家地理上提出「有男不玩」口號，批評五星男性角色討好女性玩家。竞核編輯钱泓言在分析《原神》等遊戲由於角色性別引發的玩家爭議中，提到「玩家的需求是多元且复杂的，甚至部分群体间的需求存在矛盾」，很難同時滿足所有需求。
遊戲日報的欧酱表示遊戲的角色強度設計存在問題，製作組的角色設計思路有過明顯的改變，在五星角色設計方面，遊戲1.0版本設計思路是「能力整体较为全面」，1.1版本有兩種設計思路，分別是角色特色化和加強了命之座系統對角色的影響，將「角色的基础机制拆分到命座里面」。他批評這種鼓勵祈願的做法會引起玩家的不滿，製作組在接收了玩家的反饋，在1.2版本取消了後一種思路，改回角色特色化的設計思路。界面新闻記者崔鹏認為受到米哈遊創始人產品策略的影響，製作組更注重角色劇情和人設，忽略了角色機制，導致角色之間的戰力不平衡。他也批評製作組在2023年後不積極於玩家溝通，忽視玩家提出的角色設計問題。
一些評論員也指出角色設計的閃亮點，Siliconera編輯珍妮·拉達表示角色的語音列表會記錄角色對不同話題和事件的評論，這種設計能補全故事更多的細節，了解角色之間的關係。其中旅行者在遊戲中大多沉默，在語音列表中有大量旅行者的觀點和看法，補足了旅行者的形象。ScreenRant的Kevin Wong稱讚了遊戲的角色專屬劇情設計，玩家能與一些在主線劇情中沒有登場或者極少登場的角色互動，加強對這些角色的了解。谈新语在《科技传播》發文稱讚遊戲的男女角色設計未有陷入某一性別凝視，男女角色都個性鮮明，「不以刻板印象刻畫角色性格」。

### 商業價值
《原神》每次推出新角色都會給製作組帶來不俗的經濟收益，根據Sensor Tower統計App Store和Google Play的玩家付費記錄，新角色的推出會給米哈遊帶來上千萬美元的收入，3DM的編輯認為《原神》「仅凭新角色，就能吸引玩家们消费，这在欧美市场是极为少见的」。遊戲葡萄的編輯托马斯之颅提到《原神》的多角色架構保證了遊戲盈利，遊戲的付費天花板和中國大陸的大型多人在线角色扮演游戏與回合制戰略遊戲相比要低很多，同時他也指出遊戲早期的「剧情和角色塑造也不够亮眼」。Screen Rant的雷恩·肯利指出《原神》大部分的收入來自祈願，遊戲的成功取決於新角色的推出，新角色是玩家繼續遊玩和付費的重要理由。

### 粉絲創作
2022年根據一次玩家進行的統計，日本插畫網站pixiv上《原神》的同人插畫多達22萬幅，其中甘雨、雷電將軍和胡桃三個角色，pixiv上分別有上萬的同人插畫。

## 外部連結
- 官方网站